# Allarmont
Allarmont est une commune française située dans le département des Vosges, en région Grand Est. Elle est la seule commune montagnarde de la haute vallée de la Plaine à présenter, aujourd'hui et plus encore autrefois, une répartition relativement dense de voies de communication et d'habitats le long d'un vallon latéral suffisamment étendu, alors que l'axe de la vallée principale s'impose partout en déterminant géographique.

## Géographie

### Localisation
Allarmont, dont le centre est situé à 15 kilomètres au nord-est du chef-lieu de canton Raon-l'Étape et à 21 kilomètres de Schirmeck, se situe dans une petite partie médiane de la vallée de la Plaine en face de la commune meurthe-et-mosellane de Bionville au nord, en particulier outre le centre de Bionville, ses hameaux des Noirs Colas et du Halbach.

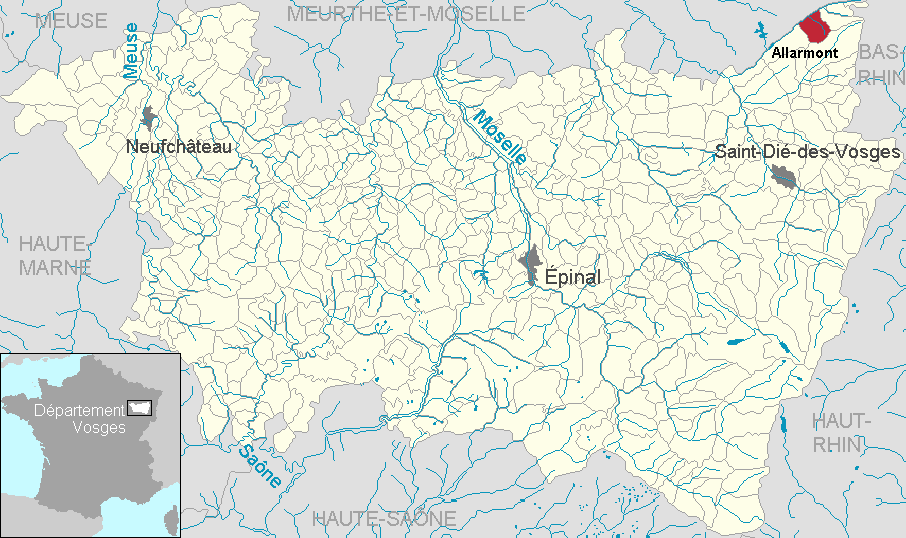
Localisation dans le département.

Notez que la limite orientale qui descend du massif de la Haute Côte atteint l'aval de la Haute Creuse, un ancien hameau de Vexaincourt, avant de longer la route du Donon surplombant l'ancien finage allongé du hameau vers l'aval. Cette petite partie de la limite communale face à la vallée de la Plaine fait face à cette excroissance aval de Vexaincourt.
Paul Chevreux (1854-1913) et Léon Louis (1847-1913) écrivaient sur la fiche statistique communale vers 1880 que la première marche de l'église se situait à 352,48 mètres d'altitude, une précision excessive. Le territoire de la commune, s'étageant entre 332 mètres en aval de La Turbine à l'occident et plus de 812 mètres sur l'ancien chemin des Bannes proche de la ligne de faîte des Bois Sauvages à l'orient, occupe depuis la rive gauche de la vallée de la rivière Plaine, un vallon latéral d'environ 1,5 kilomètre à vol d'oiseau du pont de Bionville à l'entrée d'Allarmont jusqu'au hameau de la Sciotte sous l'avancée des Brocard, vallon qui se segmente en deux vallons supérieurs long d'environ 2 kilomètres si, négligeant quelques ramifications secondaires, on suit les thalwegs des principaux ruisseaux, respectivement de la Haute Sciotte vers le sud et du Grand Goutis au sud-est.
Les forêts, où le sapin noir des Vosges tient le premier rôle, dominent le village.

### Communes limitrophes
Les communes limitrophes sont  Bionville, Celles-sur-Plaine, Moussey et Vexaincourt.
| Bionville Meurthe-et-Moselle | Bionville Meurthe-et-Moselle | Vexaincourt |
| Celles-sur-Plaine            | Allarmont                    | Vexaincourt |
| Celles-sur-Plaine            | Moussey                      | Moussey     |

### Relief et géologie
La basse de Dremonrupt est un étroit vallon latéral qui débouche dans la vallée de la Plaine légèrement en aval des Noires Colas sur l'autre rive. Cette petite basse ou bassote est encadrée par le petit massif étroit des Hayes, c'est-à-dire en lorrain des "bois" ou "forêts d'usage commun", ici en limite des anciens bans de Celles et d'Allarmont, et le massif des Herrins aux formes amollies, autrefois avec ses chaumes et ses forêts de versants sombres, qui culmine à 666 mètres avant de s'affaisser au sud vers le col des Herrins, légèrement décalé au nord sous la tête du Gros Colas à 730 mètres d'altitude. Le petit massif des Hayes, autrefois montagne de la Haillière devenue Hallière, allongé vers le nord-ouest possède une partie sommitale saillante, qui grimpe vite à 570 mètres d'altitude, atteignant plus au sud 662 mètres et 672 mètres sur des ressauts entre un col au-dessus de Riangoutte, côté cellois, avant de rejoindre le large dôme du Gros Colas, déjà mentionné. La limite communale entre Celles et Allarmont suit ainsi la ligne faîtière, l'abandonnant au niveau du premier ressaut et de la Tête du Gros Colas, les deux inclus dans la commune d'Allarmont. Le Gros Colas et les hauteurs autour de la Tête du Coquin forme une avancée septentrionale partant de la ligne de faîte qui surplombe la vallée de Moussey, l'avancée et sa base faîtière se nomme le Grand Brocard sur la carte d'état-major au milieu du XIXe siècle. Le versant nord-est du Gros Colas tourné vers le hameau de la Sciotte se nommait le penchant des malprés dans les esquisses du cadastre napoléonien en 1807.
Au sud, la Tête du Coquin, restructuré en tant qu'observatoire bétonné allemand lors de la Grande Guerre, appartient à la commune de Celles-sur-Plaine, mais ses flancs orientaux jusqu'à parfois plus de 780 mètres d'altitude, dits côte des coquins, restent dans la forêt communale d'Allarmont. Au sud du Coquin, après le col de la fontaine des Bœufs, le chemin des Bannes inaugurant la séparation avec Moussey est atteint au col du Calvaire, encore nommé "Calvaire du Coquin", il suit légèrement en contrebas de la ligne faîtière de l'ancien massif du Larmont, rebaptisé pour ses saillies ou ressauts, Grand Brocard ou massif des Brocards. La limite communale file alors vers l'orient, s'écartant de la chaume du Brocard rouge, descendant vers le col de la Haye l'abbé vers 774 mètres d'altitude, gagnant toujours sur l'ancien chemin des Bannes vers le nord-ouest le Noir Brocard, du moins son flanc sommital sud. Sur ce secteur part l'avancée dite du Noir Brocard, autrefois incluse dans le massif des Brocards avec ses bois et sa chaume centrale, vers le nord, en direction du hameau de La Sciotte, semant diverses roches sommitales comme la roche du Pilier et la roche des Brocards, autrefois connue sous l'appellation générique de roches du Noir Brocard. La limite poursuit dans sa variante dite de "la Basse de la Meule" et laisse au nord en petite avancée isolées le mont de la Sauvage Femme culminant plus bas à 783 mètres d'altitude, dont les pentes arrondies, autrefois porteuses au soleil d'une vaste chaume, se nommaient le rain des Jalles. Elle mène jusqu'au Saint-Grime, point sommital de la commune, point frontalier triple à 819 mètres d'altitude entre Allarmont, Moussey et Vexaincourt. Ainsi, bien avant le col en contrebas du Jardin David, la limite communale avec Vexaincourt bifurque vers le chemin du vieux Saint-Grime, autrefois séparateur jusqu'à la "Haute Côte" surplombant la Plaine, le plus souvent en descendant et sinuant tantôt vers le nord tantôt vers le nord-est ou même parfois vers l'est ou le sud-est, assez régulièrement en contrebas de la ligne de faîte, la limite est marquée par deux ressauts à 761 mètres d'altitude, le second dont les formes sommitales restent majoritairement sur le territoire d'Allarmont, avant d'atteindre le col du Grand Mai, aujourd'hui col des Marcassins à 693 mètres, supporte le dolmen de la Haute Côte, autrefois du chemin saint Grime. Enfin, la faible remontée, dans le prolongement de la côte du Four, ou côte du Fono, sur le sommet de l'avant massif de la Haute Côte à 709 mètres et la descente vers la vallée de la Plaine à hauteur du secteur de la Haute Creuse termine la boucle frontalière, ici toujours avec Vexaincourt.
La commune d'Allarmont présente au nord/nord-ouest une face plus basse, un piémont réduit accolé à la vallée alluviale de la Plaine. Le vallon de la Sciotte est marqué par un couloir d'alluvions fluvio-glaciaire réduit, disparaissant avant le hameau principal. Ce vallon se sépare ensuite en deux, coupé par l'avancée du Noir Brocard, une des avancées du grand massif des Brocards, d'une part le vallon de la Haute Sciotte ou Basse des Sciottes plus long et plus encaissé menant vers le sud et d'autre part le vallon du Grand Goutis, plus réduit, se dirigeant vers l'est puis le sud-est.
L'église saint Léonard est construite sur le cône de grès arkosique, de la couche triasique de Senones (début du Trias ou Trias inférieur) dominant la confluence du ruisseau du vallon et de la rivière Plaine. Au-dessus d'une coupe grossièrement vers 520 mètres d'altitude, les hauteurs des monts sont composés de grès vosgien supérieur, daté du Trias inférieur. Ces deux larges couches de grès triasiques sont présentes sur l'autre rive de la Plaine, mais à une altitude moindre. En fin, les hauteurs sommitales du massif des Brocards, barrière entre le val de Plaine et le Val du Senones, laissent apparaître des couches, plus résistantes à l'érosion glaciaire et pluviale, du conglomérat principal.

### Voies de communication et transports

#### Voies routières
Les voies de communication anciennes vers les monts sont particulièrement denses, en particulier les chemins de voiturage, empruntés par les chariots à structure de chargement polyvalente vers de nombreuses scieries, parfois en haut des vallons, ou les voies souvent éphémères de schlittage des bois, sans oublier les chemins de côtes gagnant les vallées voisines et les sentes forestières plus ou moins étroites, dont certaines menaient vers les chaumes sur des hauteurs exposées au soleil, en partie dénudées, bien avant la période révolutionnaire.
Les axes de circulation majeurs, largement améliorés au XVIIIe siècle, d'abord par les ponts et chaussées du duché de Lorraine en accord avec la principauté de Salm exportant bois et fer vers l'aval, puis par cette institution devenue française, concernent ici la vallée de la Plaine et le vallon de la Sciotte. En 1845, Allarmont se situe sur la route départementale no 16 de Rambervillers à Strasbourg, à 61 kilomètres de la préfecture Épinal, à 37 kilomètres de Saint-Dié, chef-lieu d'arrondissement et à 17 kilomètres de Raon-L'Étape, chef-lieu de canton.
Après 1872, le développement de l'industrie à Celles et dans les villages en amont, Allarmont, Luvigny, Raon-sur-Plaine accroît l'attention sur cet axe routier principal de la vallée, longtemps très fréquenté par le transport par attelage, en absence de voies ferrées avant l'initiative privé du chemin de fer de Celles, qui engendre entre 1904 et 1907 la Ligne de Raon-l'Étape à Raon-sur-Plaine. Le village d'Allarmont, à forte densité d'habitations, se caractérise au début du XXe siècle par sa liaison transversale par le vallon encore peu habité de la Sciotte vers le hameau de la Haute Sciotte, en contrebas de la maison forestière du Noir Brocard. La carte d'état-major montre au milieu des prairies d'irrigation du vallon la scierie du Battant.
Depuis les années trente, le réseau routier, avec une exigence accrue de passage automobile, entre les hameaux et les écarts s'est encore étendu.

#### Transports en commun
- Fluo Grand Est.

### Lignes SNCF
- Gare de Saint-Blaise-la-Roche - Poutay.
- Gare de Raon-l'Étape.

### Hydrographie et les eaux souterraines
Hydrogéologie et climatologie : Système d’information pour la gestion des eaux souterraines du bassin Rhin-Meuse :
Territoire communal : Occupation du sol (Corinne Land Cover); Cours d'eau (BD Carthage),
Géologie : Carte géologique; Coupes géologiques et techniques,
 Hydrogéologie : Masses d'eau souterraine; BD Lisa; Cartes piézométriques.

#### Réseau hydrographique

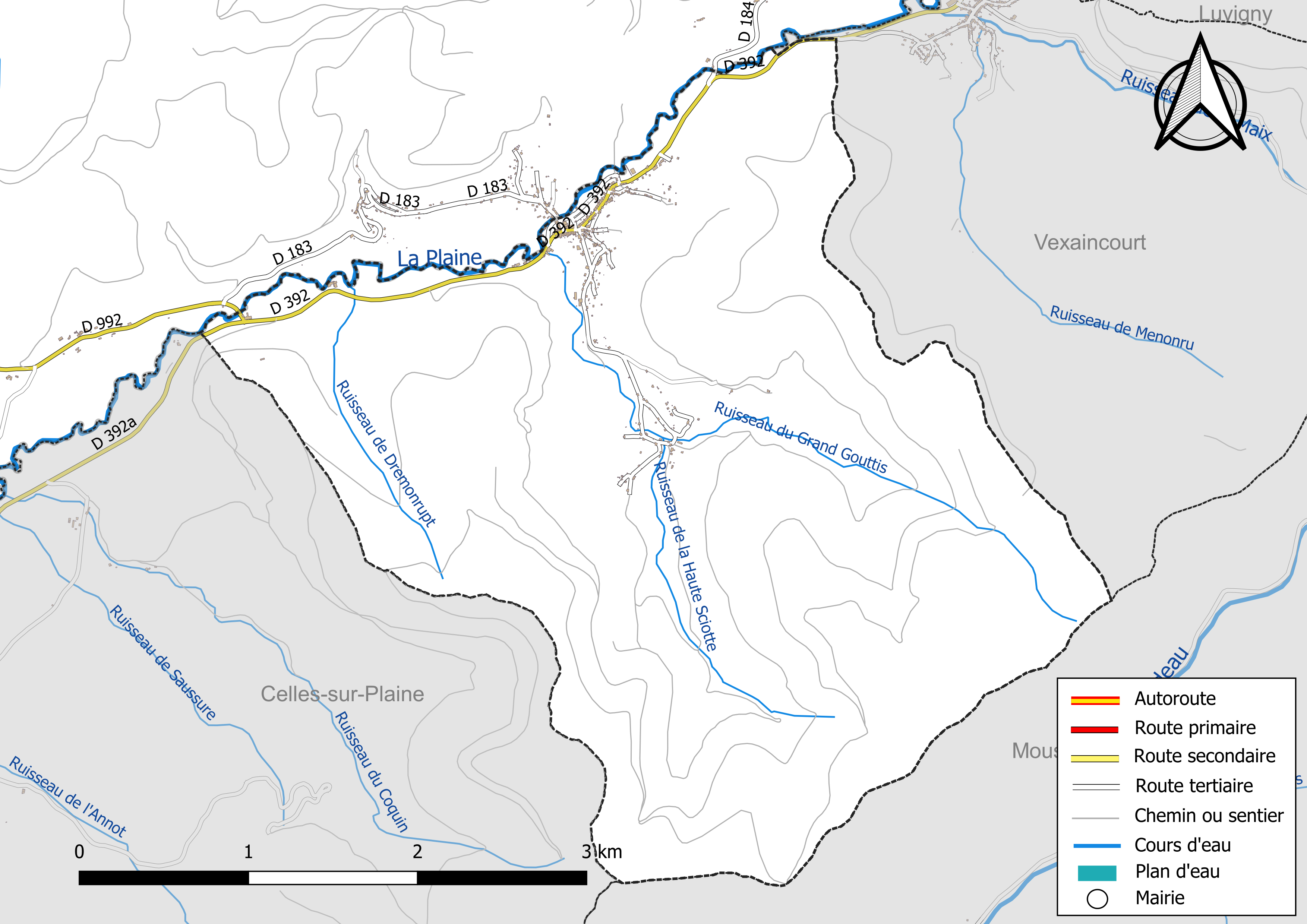
Réseaux hydrographique et routier d'Allarmont.

La commune est située dans le Bassin versant du Rhin au sein du Bassin Rhin-Meuse. Sur ce versant gauche, à l'ombre, elle est drainée par le ruisseau de Dremonrupt, le ruisseau de la Haute Sciotte, le ruisseau du Grand Goutys. Le ruisseau du Grand Gouttis en aval de la Sciotte était autrefois dénommé le ruisseau de la Sciotte ou encore le ruisseau du Battant, du nom de la scierie intermédiaire et isolée qu'il faisait tourner entre le hameau montagnard et le village. Ce ruisseau coulant dans le vallon latéral principal et le ru de Saussure traversent le village,.
La Plaine longe la commune sur son flanc nord et constitue une limite séparative communale naturelle. D'une longueur totale de 34,3 km, elle prend sa source dans la commune de Grandfontaine et se jette  dans la Meurthe à Raon-l'Étape, après avoir traversé onze communes.

### Climat
Pour des articles plus généraux, voir Climat du Grand Est et Climat des Vosges.
En 2010, le climat de la commune est de type climat de montagne, selon une étude du Centre national de la recherche scientifique s'appuyant sur une série de données couvrant la période 1971-2000. En 2020, Météo-France publie une typologie des climats de la France métropolitaine dans laquelle la commune est exposée à un climat semi-continental et est dans la région climatique Vosges, caractérisée par une pluviométrie très élevée (1 500 à 2 000 mm/an) en toutes saisons et un hiver rude (moins de 1 °C).
Pour la période 1971-2000, la température annuelle moyenne est de 9,6 °C, avec une amplitude thermique annuelle de 16,6 °C. Le cumul annuel moyen de précipitations est de 1 207 mm, avec 13,7 jours de précipitations en janvier et 11,1 jours en juillet. Pour la période 1991-2020, la température moyenne annuelle observée sur la station météorologique de Météo-France la plus proche, « Badonviller », sur la commune de Badonviller à 9 km à vol d'oiseau, est de 10,2 °C et le cumul annuel moyen de précipitations est de 1 066,3 mm. 
La température maximale relevée sur cette station est de 39,1 °C, atteinte le 4 août 2022 ; la température minimale est de −22 °C, atteinte le 14 janvier 1960,,.
Les paramètres climatiques de la commune ont été estimés pour le milieu du siècle (2041-2070) selon différents scénarios d'émission de gaz à effet de serre à partir des nouvelles projections climatiques de référence DRIAS-2020. Ils sont consultables sur un site dédié publié par Météo-France en novembre 2022.

## Urbanisme

### Typologie
Au 1er janvier 2024, Allarmont est catégorisée commune rurale à habitat dispersé, selon la nouvelle grille communale de densité à sept niveaux définie par l'Insee en 2022.
Elle est située hors unité urbaine et hors attraction des villes,.

### Occupation des sols
L'occupation des sols de la commune, telle qu'elle ressort de la base de données européenne d’occupation biophysique des sols Corine Land Cover (CLC), est marquée par l'importance des forêts et milieux semi-naturels (96 % en 2018), en diminution par rapport à 1990 (97,9 %). La répartition détaillée en 2018 est la suivante : forêts (94,1 %), zones urbanisées (4 %), milieux à végétation arbustive et/ou herbacée (1,9 %). L'évolution de l’occupation des sols de la commune et de ses infrastructures peut être observée sur les différentes représentations cartographiques du territoire : la carte de Cassini (XVIIIe siècle), la carte d'état-major (1820-1866) et les cartes ou photos aériennes de l'IGN pour la période actuelle (1950 à aujourd'hui).

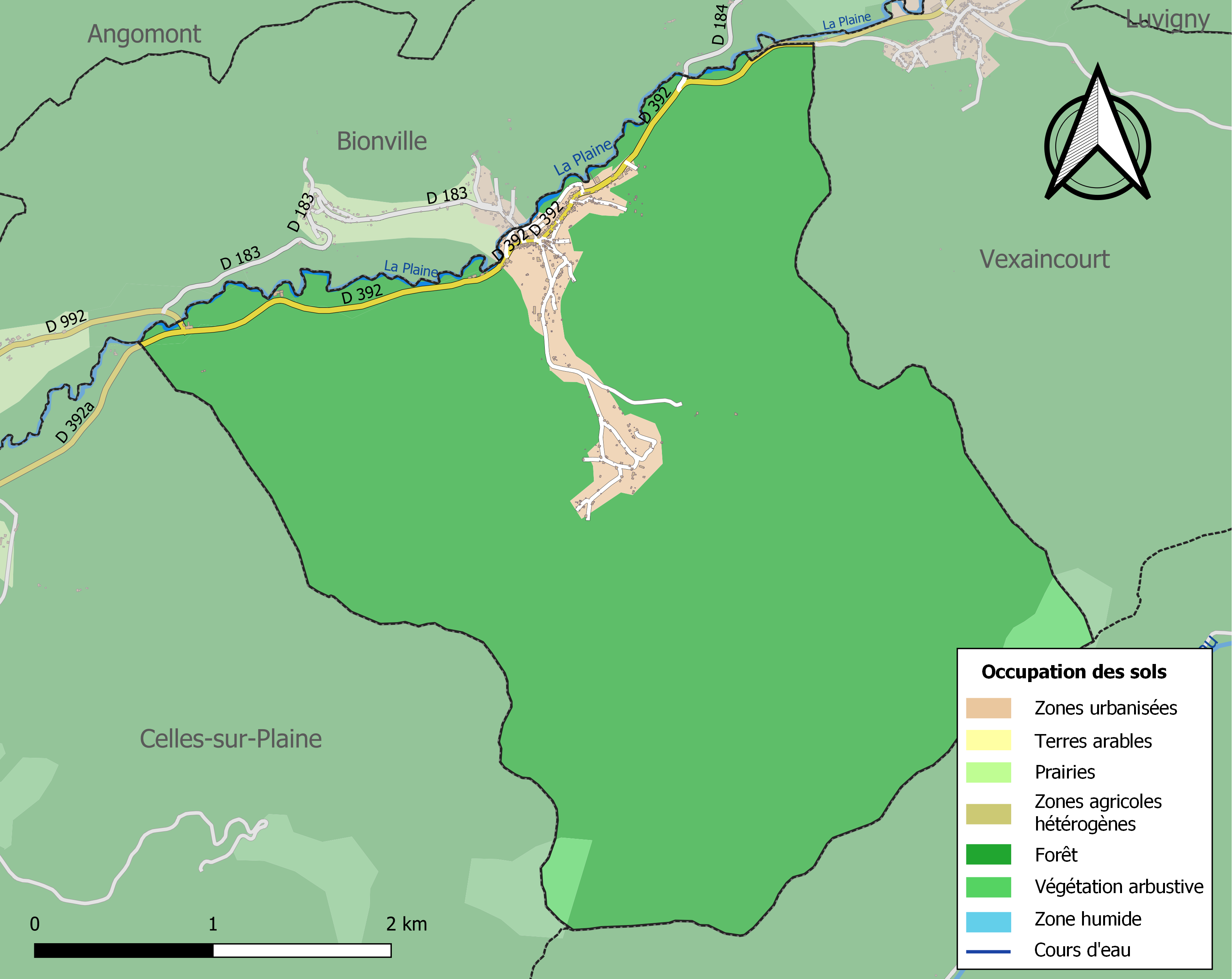
Carte des infrastructures et de l'occupation des sols de la commune en 2018 (CLC).

## Toponymie
Le nom de la localité est attesté sous les formes « On val d’Alarmont » (1312) ; Val d’Alamont (1701) ; Alarmont bas, Alarmont haut (1711) ; Alarici mons, Hilaris mons (1768).

Le nom d'un district de la haute vallée de la Plaine, incluant la localité étudiée en position maîtresse, dans le cadre du comté de Salm, est attesté en 1312 par l'expression « On val d'Alarmont » présente dans un manuscrit de la bibliothèque nationale,. On retrouve sa trace aux archives nationales val d'Alamont en 1701, puis Alarmont bas et Alarmont haut en 1711. Le pouillé Chatrian donne une ré-latinisation en Alarici mons et Hilaris mons en 1768.
Il existe un conflit d'interprétation concernant le val d'Alarmont. Le chanoine René Poirson porte de manière restrictive le sujet à l'époque médiévale sur le vallon d'Allarmont, c'est-à-dire la petite vallée latérale de la Sciotte qui conduit sous le Grand Brocard, au pied du large massif du Brocard. Le ban ou le val d'Allarmont ne serait devenu, selon les archives modernes qu'il a dépouillées, un district moderne qu'après le partage de 1598, et de plus en plus au XVIIIe siècle, par exemple la communauté Allarmont partie entière de la principauté de Salm en 1751 est le chef du val d'Allarmont qui s'étend en rive gauche de la rivière Plaine jusqu'au Donon, comprenant Vexaincourt, Luvigny et Raon-sur-Plaine.
Une autre interprétation historienne, moins tronquée par les inévitables lacunes d'archives médiévales, peut être retenue. Elle mentionne également l'ancien district médiéval du comté de Salm, étendu à la haute vallée de la Plaine, donc aussi à la rive droite de la rivière Plaine, avec ce qui est devenu tardivement Bionville et Raon-Lès-Leau. L'appellation Val d'Allarmont aurait deux significations, l'une définie par un vallon latéral, au sens originel d'un chemin d'Allarmont, l'autre indiquant la haute vallée de la Plaine en amont de ce chemin. Il existait d'ailleurs aussi deux communautés différentes d'Allarmont, à deux endroits de ce chemin. Pour compliquer encore les interprétations, il faut noter à l'époque moderne que l'expression Val d'Allarmont et les variantes d'Allarmont, Lalarmont, La Larmont, Lallarmont... ont la même signification pour les institutions d'ancien régime, ainsi la mairie d'Allarmont couvre de facto le Val d'Allarmont, district géographique variable de la Haute vallée de la Plaine selon les époques et/ou les princes, les paroisses d'Allarmont ou du Val d'Allarmont sont celle ancrées sur le Val d'Allarmont, en particulier Celles et Luvigny, alors que les deux Allarmont sont assurément des annexes, avec ou sans église. Dans les années 1690, les documents d'archives précisent une mairie aux Allarmont(s) ou un maire aux Allarmont suggérant intuitivement qu'il faut inclure administrativement Allarmont-Bas (La Basse Allarmont demeurant après rapatriement le chef-lieu, après la ruine de la Haute Allarmont) au Val d'Allarmont.
Le chanoine René Poirson, bon connaisseur des archives locales, mettait en doute l'hypothèse latine du pouillé, reprise par Alban Fournier, Henri Lepage ou encore Paul Marichal en suggérant, exilés d'une Aquitania imaginaire, un dénommé Alaric et un Hilaire, par les propositions Alarici mons et Hilaris mons. Si la dénomination des rois wisigoths d'Aquitaine tels Alaric Ier ou Alaric II reste étrange, le patronage de saint Hilaire sur les troupeaux peut paraître évident. Le saint local, patron de l'église et de la fabrique, se nommant Léonard depuis les temps médiévaux, René Poirson ironisait en proposant une version latine plausible en Leonardimons.
Les premiers registres paroissiaux sauvegardés à partir de 1682 donnent La Larmont, Lallarmont ou Lalarmont. La prononciation patoise est la même, L'Allarmont. Ne peut-on supposer, comme le suggérait Gérald Antoine, un ancien La Larmont, proche de toponyme vosgien comme Le Larmont, sachant que les redécoupages syllabiques ne sont pas rare en ancien français ? Trivialement, on peut aussi compléter : le chemin qui va à Larmont coupe la vallée de la Plaine avant d'emprunter le vallon (de la Sciotte).
Pour interpréter Larmont, prenons en ancien français l'adjectif larc au masculin, large au féminin, mot attesté dans la Chanson de Roland en 1080, qui provient du latin largum. Un larc mons serait alors un mont élargi, un massif étendu, une montée avec une surface similaire de part en part, comme la longue barrière de hauteurs qui sépare de la vallée de Senones-Moussey.
Le chemin ou voie des Bannes est une allusion directe aux activités médiévales des charbonniers, et surtout au transport du charbon de bois vers les forges de Framont ou Ferratis mons.

La banne désigne à la fois un véhicule spécifique, un chariot ou charrette de transport disposant d'un support de portage, en osier ou en hêtre, et une jauge de mesure du charbon en volume. L'entrepreneur alsacien en sidérurgie, Philippe-Frédéric de Dietrich indique en 1787 que la banne équivaut à 27 cuveaux soit 4,5 mètres cubes.

## Histoire
Allarmont dépend au XIIe siècle comme les diverses communautés de la haute vallée de la Plaine du comté de Salm. Allarmont s'affirme, depuis au moins 1312, en chef-lieu de val dont dépendaient Vexaincourt, Luvigny, Raon-sur-Plaine et un village nommé Les Los ou Leloz, contrôlant les hameaux de la rive droite de la Plaine aujourd'hui disparu. La mairie d'Allarmont, c'est-à-dire du Val d'Allarmont, a contrôlé les bois d'Allarmont, qui s'étendait à l'ouest du vallon de la Sciotte et au-delà de la rivière Plaine, aux hauteurs boisées au-dessus de hameau des Colins jusqu'aux hauteurs dominant le col de la Chapelotte.

### Héritages des temps médiévaux et modernes
Deux communautés se distinguent pourtant dès l'époque médiévale : la Haute-Allarmont encore dénommée plus simplement La Larmont ou L'Allarmont, et la Basse-Allarmont. Le premier centre montagnard fort ancien était situé au pied du Grand Brocard, dans le vallon de la Sciotte, sur un chemin qui reliait Senones à Saint-Sauveur par Moussey, le col du Calvaire avant de franchir la vallée de la Plaine et de grimper au Haut de la Borne et de gagner l'abbaye de Saint-Sauveur. Cette communauté à vocation rassembleuse et administrative, à l'origine directrice du Val d'Alarmont, est importante au XVIe siècle, c'est le lieu de la première église médiévale dédié à saint Léonard, une église d'abord annexe de Celles au XIIe, puis simple paroisse au XIVe siècle, mais toujours sous l'autorité bénédictine de l'abbaye de Senones. L'habitat détruit de manière quasi-complète et violente entre 1650 et 1660 n'existe qu'à l'état relictuel au XVIIIe siècle par le hameau de la Sciotte, un hameau de quatre maisons en dur encore attesté par le plan cadastral de 1810, deux scieries et quelques maisons sur le proche versant au soleil du vallon de la Grande Goutte. Au voisinage du pré Saint Léonard et du hameau de la Sciotte, selon un rapport du curé Marchal en 1818, cet ancien village chef-lieu de paroisse apparaissait souvent aux paysans du XVIIIe siècle par des traces d'habitat (bois, moellons) avec divers mobiliers enfouis à diverses profondeurs.
Le second centre, au finage médiéval autonome dans le cadre du Ban de Celles, probablement lié à un port de flottage et à l'intense activité de voiturage du bois avant flottage, était situé plus bas, au voisinage de la Plaine. Nous ne connaissons que sa dernière configuration après une reconstruction moderne à l'amont de la confluence entre la Plaine et du ruisseau de la Sciotte, où se trouve l'actuelle église saint Léonard construite entre 1709 et 1737. La Basse Allarmont, terme désuet, disparaît alors, la dénomination reportée de Lalarmont ou Allarmont, voire l'Allarmont par tradition orale, s'impose, malgré les ambiguïtés entre vallon, val ou district. Il semble évident que ce second finage, malgré son statut distinct, participait à la vie commune des institutions du Val d'Allarmont, à commencer par la mairie imbriquée avec les justices locales.
La mairie d'Allarmont d'Ancien Régime s'étend bel et bien sur le district du val ou ban d'Allarmont, ce que confirme les archives. En 1669, Jean Bastien dit Goery est maire du Val d'Allarmont. En 1674, Clément Petitdidier apparaît dans les archives comme maire à Lallarmont. De même Georges Charton en 1687, 1694, 1698. En 1698 voici Dominique La Levée ci-devant maire, résidant à Luvigny. Ce même Dominique La Levée, qui n'habite nullement à Allarmont, sera décrit plus tard mares aux Lalarmont, avec une orthographe abrupte, empruntant à la phonétique dialectale lorraine ou vosgienne, un peu hésitante, entre mayeur ou major.
La rive gauche est disputée et scindée à hauteur de Luvigny, le comte de Salm-Sauvage reçoit l'aval et le vieux comte de Salm l'amont pour le compte de sa fille Christine et son mari François de Vaudémont. Le partage seigneurial du comté de Salm entériné en 1598 entre Jean IX de Salm et le rhingrave Jean-Frédéric ne supprime nullement le ban et la mairie du Val d'Allarmont, même si les habitants doivent s'unir pour défendre des droits susceptibles d'être disséqués. Il reste quelques droits ou espaces indivis avec le comté lorrain et le comté de Salm-Sauvage, la frontière alignée sur la Plaine de la principauté de Salm et deux capitales distinctes n'existent qu'à compter des traités de 1751. En 1598, un recensement des populations montrerait que les dix communautés du Val d'Allarmont comptent entre 800 et 860 maisons. Le rhingrave Frédéric, préférant les domaines forestiers, vend la communauté et le finage du Bas-Allarmont à des cousins pour se procurer des devises.
Se distinguent encore Allarmont-Bas et Allarmont-Haut : antérieurement à 1751, ce dernier finage en partie ruiné aurait fait partie, selon Paul Marichal, du bailliage de Lunéville, et du comté lorrain de Salm, tandis qu'Allarmont-Bas appartenait déjà à la prévôté de Salm, géré pour le profit des comtes d'Empire, après que la famille Salm-Sauvage soit redevenue catholique tridentin pour servir l'empereur d'Autriche et obtenir ce titre prestigieux en 1612. La convention du 21 décembre 1751 attribue Allarmont en totalité à la principauté. À cette date, la famille de Salm-Sauvage, réunie par mariage entre branches cousines, a récupéré tous les bois clairs et forêts de hauteur en rive gauche de la Plaine.
Une vie religieuse protestante, d'abord d'obédience luthérienne et ensuite surtout calviniste, souvent intense, s'est développée dans ce cadre montagnard entre 1540 et 1623. La reprise en main catholique, dans le cadre des directives tridentines, a été imposée par les comtes et princes de Salm. Ces décennies de reconquête jusqu'en 1680 et peut-être au-delà ont été discriminantes et malheureuses pour les populations montagnardes souhaitant garder leur foi, et désastreuses pour l'économie locale que ces populations industrieuses engendraient, elles restent un épisode peu glorieux pour les seigneurs devenus sans le vouloir prédateurs, permettant une chasse avec la violation des biens des supposés hérétiques, appelant ensuite une réintroduction brutale de familles soumises, incultes, dépendantes et pauvres, des mutations souvent effacées dans les archives ou attribuées aux éphémères passages des troupes suédoises et souabes durant la Guerre de Trente Ans. Plus encore que les calamités climatiques vers les années 1650, l'anéantissement de hameaux et de villages entiers, comme Les Los ou L'Allarmont (Allarmont-haut) pourrait être causé par un autre acteur, la fantomatique armée ducale lorraine, indigne perdante de la guerre de Trente Ans, surjouant déjà une puissance perdue en Alsace par des brigandages démesurés ou fondant sur des populations déjà discriminées, pourchassées, en quête de refuge, dénoncées par une église sectaire et inquisitorial en Lorraine. Dès la fin du XVIIe siècle et surtout au XVIIIe siècle, une fraction notable des descendants des anciens habitants, catholiques inquiétés ou réformés forcés à se convertir, n'apporte plus aucun soutien aux princes de Salm tout en préservant une solidarité de voisinage entre habitants.
Les archives des communautés du Val d'Allarmont des Temps modernes ont souffert de la reprise en main seigneuriale catholique au cours du XVIIe siècle, jointes aux affres de la guerre de Trente Ans, avec l’invasion suédoise et française entre 1633 et 1635, puis quelques années plus tard celle des Impériaux (troupes souabes) et longtemps après des errements des débris de l'armée lorraine, sans compter les années d'épidémies, de famines et de misère qui ont accompagné et suivi ces dévastations humaines. Notons un violent incendie en 1854 de la mairie et surtout les conflits de 1870 et de 1914-1918. Le fonds présente en conséquence d’importantes lacunes à l’exception des registres paroissiaux (évidemment catholiques) et d’état-civil relativement complets. Les registres paroissiaux de 1665 à 1792, ainsi qu'une impressionnante liste de régents d'école et d'instituteurs, de 1690 à la Restauration, sont connus.
Du point de vue religieux, la communauté d'Allarmont, réunifiée par défaut et intégrée dans le doyenné de Salm fondé par l'évêque de Toul en 1680 et du coup soustraite à l'influence du prieur de l'abbaye de Senones, reste une annexe de Celles, avant d'être une annexe de Luvigny depuis 1696. En 1685, l'église viconale ne génère qu'un maigre revenu et l'abbé de Haute Seille, apparemment condamné, doit rendre les dîmes de Moussey, le tiers des dîmes des communautés de Belval et du Mont, laissées à bail pour neuf ans, avec un versement compensatoire de 340 livres pendant neuf ans. En 1689, un arrêt de justice, à la suite d'un long procès opposant Toul et Senones, initié par le prieur de Senones, estimant le chapitre et l'abbaye de Senones lésé, accorde à l'abbé de Senones un droit de présentation à la cure. Il rappelle les trois décimateurs et confirme le tiers de la dîme, respectivement aux princes, à l'abbé de Senones et au curé de Celles. En pratique, les religieux de Senones, à part le revenu temporel de décimateur, n'ont plus aucun pouvoir sur la paroisse. Le doyenné de Salm, installée à Badonvillers, capitale du comté de Salm, agit sous l'égide du diocèse de Toul, insérée dans les Trois-Evêchés du royaume de France.
En 1689, la casuel ne s'élève qu'à dix livres alors que le fixe de la paroisse ne consiste curieusement qu'en un seul pré de trois charrée. Le 24 avril 1709, le défunt Dominique Gérardin lègue par son testament à la fabrique de la paroisse 15 fauchées et 14 toises de prés, un jour et deux hommées de champs, treize toises de meix, potagers et chenevières.
L'église de Lalarmont n'existe pas encore en pierre dure, une petite chapelle du Bas-Allarmont aurait été conçue avant le XVIe siècle par les charpentiers de Brouville, port de flottage voisin, avec une structure supérieure en bois. Elle est reconstruite en 1709 par la communauté réunie des deux Allarmont, car le registre des baptêmes, mariages et sépultures mentionne sa naissance le 22 août 1709 et sa bénédiction comme premier petit bâtiment faisant fonction d'église saint Léonard. Les travaux se poursuivent pour parvenir en 1735, à la consécration solennelle du 30 juin 1737 par Scipion-Jérôme Bégon, évêque de Toul, avec adjonction d'une première cloche en 173̠8 et d'une seconde en 1754. La paroisse annexe d'Allarmont tout comme sa paroisse patronne Luvigny et les paroisses du comté de Salm, relève du diocèse de Toul, dans le cadre du doyenné de Salm. Elle est desservie sporadiquement de 1730 à 1735, elle n'obtient qu'un vicaire résident qu'à partir de 1755. Lors du démantèlement de l'évêché de Toul en 1777, la paroisse d'Allarmont-Luvigny, à l'instar du doyenné de Salm insérée dans l'archidiaconé de Saint-Dié, revient au diocèse de Saint-Dié.
Les registres de baptême, mariage et sépulture de la communauté d'Allarmont attestent, sur la période de 1758 à 1767, une vingtaine de naissances par an, une moyenne de 3 mariages par an ou en valeur absolue, 1 à 5 mariages par an, et enfin une variation de 5 à 31 décès par an, donnant une moyenne de 17 décès par an. Les actes, qu'ils soient sous forme de simples registres d'état-civil, de cahier de décisions et livres de compte de la fabrique, de règlements ou livres d'administration de la paroisse, de relevés, registres divers et livres de compte de la communauté ou de la mairie du Val sont cotés, paraphés par le conseiller de son altesse sérénissime, intendant et grand-bailli de la principauté de Salm. Leur lecture et consultation par l'intendance à date fixée avant la période du plaid, avec amendes lourdes en cas de retard, se double du droit d'ampliation, voire d'appel extraordinaire à seconde consultation. Bien avant d'être des archives dormantes, ces documents étaient des sources d'information et un utile moyen de surveillance et de contrôle des populations, de leurs activités et revenus déclarés. Les autorités princières pouvaient recourir à des mesures coercitives et arbitraires, le plus souvent pour protéger les affaires des seigneurs ou marchands privilégiés.
Avant 1789, la communauté d'Allarmont compte 70 feux ou foyers fiscaux de référence, 249 communiants et 60 enfants scolarisés pour la plupart durant l'hiver, de la saint Martin à Pâques, selon les registres de la paroisse. Le revenu communautaire pour les arpents de terres cultivées ou entretenues en 1789 est estimé : 57,5 livres monnaie de compte pour les prés, 40,53 livres pour les jardins, 18,80 livres pour les champs, 29,15 livres pour les chenevières, 34,80 livres pour les vergers. Les familles nombreuses, principalement celle des manouvriers, croissent rapidement, malgré de nombreux décès d'enfants avant cinq ans. De 1783 à 1792, 337 naissances, 70 mariages, 262 décès sont répertoriés. Les manouvriers recensés, qui rejoignent la masse des bûcherons et des schlitteurs en hiver, constituent la moitié de la population, l'autre moitié est constituée de cultivateurs propriétaires souvent modestes, de laboureurs qui avec leur attelage sont qualifiés de voituriers, d'artisans du fer et du bois (forgerons, maréchaux-ferrants, cloutiers, charpentiers employé au port, aux barrages et sur les voiles de flottage, sagards sciant les planches, charbonniers, charrons). Un tiers à un quart des habitants, en réalité le plus souvent valets, servantes et manouvriers, impose une marque, c'est-à-dire ne sait pas signer son nom.
En 1789, le maire d'Allarmont, Joseph Colin et son adjoint, nommé "lieutenant du maire", Dominique Marlier, s'occupe du Val ou Ban d'Allarmont, ils ne sont nullement en charge directe de la communauté d'Allarmont, si ce n'est accessoirement ou par intervention supérieure. Le régent d'école se nomme François Garnau, il perçoit un droit d'écolage au profit de la communauté qui entretient l'édifice ou maison d'école, ce droit d'écolage est variable selon la catégorie d'inscription, faible pour les petits élèves qui doivent tout apprendre, et progressivement réévalué avec les simples alphabétisés, les lecteurs rudimentaires-sachant écrire, les lecteurs mieux aguerris-scribe en devenir-sachant compter.

### De la Révolution à l'Empire

#### La Révolution version principauté de Salm
Une ordonnance princière du 9 mai 1791 concerne l'établissement des municipalités dans la principauté indépendante d'environ 10000 habitants, elle simplifie à l'essentiel les fonctions représentatives exercées de façon gratuite ou gracieuse, et rénove les dénominations des représentants des anciens bans et villages, devenus corps municipaux. Des raisons d'économie administrative alliées à une tacite adaptation urgente en face des communes voisines des départements français de Meurthe, de Bas-Rhin et des Vosges préside à cette mutation pratique. Les appellations brouillées selon les lieux entre prévôt et maire, procureur et syndic disparaissent, du moins en théorie, et la multitude des greffiers autrefois reconnue s'évanouit. Le corps municipal du ban d'Allarmont, c'est-à-dire le val d'Allarmont de la Principauté, doit se composer d'un maire, de huit députés, d'un syndic et de deux sergents. Le corps électoral est composé des habitants de plus de 25 ans, les élus doivent avoir au moins trente ans et un corps municipal admissible ne doit pas être un réseau de parentèle (absence requise des couples père/fils, frère/beau-frère, oncle/neveu) ou de lignage proche ou ouvertement allié, l'élection en présence exige un quorum de deux tiers. Le corps municipal délibère sur les statuts, actes et traités concernant les communautés. Il s'occupe en premier lieu des biens et revenus des communautés, sous la supervision seconde de l'administration princière en l'intendance de son grand bailliage de Senones, il gère les charges et dépenses des communautés, fixe et lève les impositions sur le ban. Il étudie et détermine, si possible de manière collégiale, les acquisitions ou aliénations d'immeubles, prend en charge, construit ou entretient les établissements et édifices de l'espace public, s'occupe des travaux publics, des affaires de justice commune (procès à intenter, à soutenir) tout en assurant le maintien des droits. Outre le maire et le syndic, les autres membres du corps municipal exerce la basse justice et la police la plus concrète au sein de leurs communautés : amendes, contravention à la police, vérification de l'exécution des ordres du ban. Si une opposition survient, les responsables en réfèrent à l'officier du prince, au Grand bailliage de Senones. Les délinquants pris en flagrant délit ou n'importe quel suspect de déviances ou crimes peuvent être arrêter, emprisonner sur ordre du corps municipal, mais la rédaction d'un procès-verbal est exigée par l'autorité princière dans les vingt-quatre heures qui suivent l'interpellation. Les responsables de la mairie doivent faire conduire les personnes retenues dans les prisons civiles de Senones, si possible avec un procès-verbal narrant le motif. Les officiers du prince statuent sur la légalité, corrigent, punissent ou jugent en dernier ressort.
La municipalité du grand ban d'Allarmont, héritière de la mairie du Val d'Allarmont, peut affermir son emprise, sans dépendre de quiconque en s'extirpant des contraintes seigneuriales par une vraie propriété. Par la clause du 12 juin 1792, elle rachète les droits de cens annuel et perpétuel, fixés à 10 F barrois, des essarts forestiers au sein du bois de Ban-le-Moine, aux héritiers du prince de Beauvau-Craon en payant la somme de 200 F barrois. Rappelons que ce prince lorrain de son vivant avait perdu de facto et son crédit et ses droits sur la forêt dense de Ban-Le-moine sur la table de marbre messine le 11 août 1742. Encore faut-il que la justice entérine les droits d'usage dans les bois communaux indivis et rende caduque tous recours imaginables des princes ?

#### Réunion à la France révolutionnaire
Le 2 mars 1793, un décret de la convention ratifie la réunion de la principauté à la France, conformément au vote majoritaire des représentants des municipalités au grand plaid de Senones. Des commissaires de la République expliquent les modalités légales pour créer les communes françaises et élire les représentants. La commune d'Allarmont voit le jour, Blaise Lalevée est élu maire d'Allarmont, Joseph Marchal reste syndic, que ce soit avant et juste après la Réunification à la France. Il semble que la mise en place communale, à la fois républicaine et française, par une prestation de serment de fidélité à la Constitution de l'an I, ait préservé ce corps ancien des grands bans ou municipalités au moins au niveau politique, tout en accordant aux maires élus des nouvelles communes, résultats de la fragmentation en communautés ou paroisses élémentaires, y compris les annexes, une autonomie officielle qui existait préalablement de facto. Le rôle de chef-lieu de canton dans le district de Saint-Dié a pérennisé cette organisation globale, qui s'est étiolée sous les contraintes administratives du Consulat et surtout de l'Empire après 1806, ne laissant que des liens de solidarités et de voisinage. Toutefois, l'absence de suffrage universel, avec un mode censitaire, et l'exclusion de citoyens passifs, jouissant de droits civils pour pouvoir exercer de droit politique, devient un frein à la représentation coutumière et à l'expression des familles au sein des communautés traditionnelles. De plus, les citoyens actifs ne possèdent des droits politiques déterminés par la Loi, que s'ils répondent aussi à des conditions d'âge, de résidence, d'inscription sur les listes électorales et de paiement de contributions directes. Il n'est pas étonnant que le monde commun ancien, inégalitaire et dominé, d'autrefois avec ses structures agro-pastorales, sa religiosité paysanne, ses modes de vie diversifiés, parfois semi-nomades, ses services et ses croyances ait en grande partie disparu en une décennie, laissant la place dominante au monde de l'argent et de la prestance des élites, individualités bourgeoises venues des villes ou de rares familles locales, promues par la spéculation sur les biens nationaux et aussitôt embourgeoisées, laissant les anciennes bonnes familles de paysans propriétaires, de laboureurs, de marcaires démunies en face d'une population majoritaire, autrefois servile, mais souvent en désarroi, de plus en plus mobile, sans secours religieux, soumise à l'incertitude des lendemains et à des tensions sociales à la fois cachées, exacerbées et violentes.
Après l'annexion de la principauté d'Empire en 1793, faisant suite à la menace d'un blocus économique et militaire français sur cette principauté de l'Empire allemand certes en position d'enclave, mais dotée d'une libre représentation politique faisant fi des desiderata princiers, une commune entérinée par les commissaires français est fondée sur le modèle français. Les bans et les banalités s'évanouissent : le moulin, les scieries contrôlées par le prince de Salm, hormis trois scieries intégrées dans l'espace forestier domanial, sont vendues comme biens nationaux. S'ouvre alors le temps d'individualités politiques républicaines, officier public comme l'ancien régent d'école, François Garnau, soutenu sous la Convention et le Directoire, par quelques négociants bourgeois, totalement absents avant 1790 et représentés par deux ou trois familles associées autour de Dominique Marlier en quelques décennies, qui figurent en première ligne parmi les citoyens actifs dans un suffrage censitaire. Allarmont devient provisoirement chef-lieu d'un canton qui est partagé entre Senones et Schirmeck dès 1801. En 1806, elle quitte le canton de Senones pour celui de Raon-l'Étape.
Prenant appui sur les lois du 28 août 1792 et du 10 juin 1993, le tribunal judiciaire du district de Senones interprète l'ancien droit en faveur de l'usage le 26 août 1796. L'objet du partage de 1598 est examiné par les juges et hommes de loi, les citoyens Mangin, Huin, Roy et Radès, et tranché en faveur du droit d'usage, évidemment spécifié, dans les bois. Les hommes de lois affirment en prémisses que la jouissance des communautés est égale. Les communes réclamantes sont lésées, il ne reste que l'échelon de la "grande commune d'Allarmont", héritière du ban du Val d'Allarmont et représenté par le canton d'Allarmont. Allarmont, Vexaincourt et Luvigny gardent ainsi une forêt indivise. Si le canton reçoit des pans d'anciennes forêts seigneuriales en nue propriété, l'essentiel des forêts denses et des chaumes revient au Domaine qui modère paradoxalement les droits d'usages, d'abord progressivement puis fortement en s'adaptant à la pression économique du commerce des bois et à la liberté du commerce. Le monde de l'élevage et des forêts subit aussi les mutations erratiques de l'économie. Le paysage est bouleversé en un quart de siècle : forêt claire devenue squelettique, chaumes le plus souvent abandonnées par l'estive, gestion forestière des réserves denses le plus souvent catastrophiques.
L'église d'Allarmont, de l'archidiaconé de Port dans le diocèse de Toul avant 1790, est attribuée en 1793, avec la paroisse titulaire de Luvigny, au diocèse des Vosges. Le conseil de fabrique doit céder gracieusement ses avoirs conséquents, ce qui réduit d'autant son action d'aide personnalisée ou de charité (via ses confréries) ou de soutien d'écoles : les prés Saint-Léonard, dont le grand pré de 15 fauchées, rejoignent les biens nationaux, ils sont vendus après 1793. Jean-Nicolas Demangeon, bénédictin de Senones et vicaire en chef, c'est-à-dire résident à Allarmont pour la paroisse de Luvigny, de 1788 à mars 1793, non sans conflit entre mai et août 1790 avec la mise en interdit de l'église desservie d'Allarmont, refuse la constitution civile du clergé et quitte son poste après le 30 mars 1793. L'église est en voie d'abandon, malgré des demandes pressantes de la municipalité auprès de l'évêque citoyen Jean-Antoine Maudru : les actes religieux témoignent d'un enterrement en avril par un administrateur de Schirmeck, le vicaire épiscopal du Bas-Rhin Saucerotte, sans doute de passage, en mai d'une présence éphémère de l'administrateur de Celles et Allarmont, François Poirson, puis de la signature de l'administrateur de Luvigny et Allarmont, le patient père Tabourin, jusqu'en novembre, avant le vide sidéral du registre des actes jusqu'en 1803. La foi traditionnelle, notamment dans le baptême et le mariage, est maintenu par les discrètes matrones ou sages-femmes, telle cette Magdeleine des Neiges active déjà en 1803 qui atteste des baptêmes clandestins en 1812.
L'indigence en finances et candidats du diocèse départemental, rejointe par l'insécurité et les troubles révolutionnaires, laisse ainsi les paroissiens d'Allarmont sans le secours spirituel d'un prêtre officiel pendant une décennie. Plus tard, les baptêmes clandestins seront ajoutés sur les registres paroissiaux concordataires, pour annihiler le vide d'encadrement chrétien.

#### Consulat et Empire
Si le Concordat fonde la paroisse sur la commune d'Allarmont en 1801 et la confie au bon soin de l'évêque de Nancy, il faut attendre l'attribution par l'évêché de Saint-Dié ressuscité, d'un poste de cure en 1803, à l'attention de l'ancien cordelier, d'origine raonnaise, Jean-François Mercier. Encore que ce 10 avril 1803, le curé nommé reçoive la charge cumulée d'âmes d'Allarmont, de Bionville et de Vexaincourt, cette dernière paroisse restant une annexe de Luvigny. L'église d'Allarmont, utilisée pendant presque dix ans pour diverses activités de réunion puis de stockage fort divers, dont les cloches ont été abattues pour la fonte de canon républicain et les principaux matériaux confisqués ou volés, est en piteux état.
La maison commune, à proximité de l'église, est vétuste et paraît terriblement exigüe en 1807. Elle avait accueilli, outre l'administration communale, l'administration cantonale de 1796 à 1800 qui ne réunissait que les quatre autres communes vosgiennes du haut de la vallée, mais développait, d'après ses archives volumineuses, une intense réflexion politique en conseils spécifiques, comités et commissions ad hoc. Elle comportait alors une salle d'école et un logement d'instituteur, en plus du local de la mairie, envahi de paperasses et documents officiels. La mairie demande avec une insistance répétée l'autorisation d'acheter un autre local, en vain auprès des autorités d'Empire. En 1806, la perception et la recette municipale sont à Raon-L'Étape, comme le bureau de poste et la demi-brigade de gendarmerie. Les conscrits ou recrues militaires descendent la vallée de Celles vers le bourg raonnais. L'autorité impériale, plus efficace que les anciens régimes républicains, impose un centralisme jacobin, sous l'égide de la sous-préfecture. Il ne reste plus à Allarmont que la gestion du bureau de bienfaisance et quelques affaires, hors procédure judiciaire ou contrôle administratif.
Le maire Dominique Marlier, impuissant devant ses administrés face à l'autorité souveraine des fonctionnaires depuis son élection en 1806, laisse la commune en 1808 à son gendre, Jacques Marx, qui s'accommode avec patience des petites affaires locales, délaissées par l'administration. Le maire démissionnaire a pourtant arraché l'autorisation de faire construire une maison d'école le 23 octobre 1807. Mais le maire, l'adjoint et les conseillers municipaux envoient en 1808 encore une lettre au préfet des Vosges, pour régler les derniers détails administratifs.
Les habitants, en particulier les enfants au cours de l'hiver, paraissent souffrir de diverses maladies et autres fièvres malignes ou jaunes de 1803 à 1807 : la mortalité infantile est anormalement élevée avec 38 décès dont 32 enfants en 1803, 31 décès dont 16 enfants. Par ailleurs, la majorité des enfants de dix ans ne savent ni lire ni écrire. Au cours des années 1805 et 1806, une embellie économique paysanne s'installe, mais les reprises incessantes de guerres la ternissent, avec les levées de jeunes troupes, avant de la réduire à néant. Mis à part les affaires florissantes et le train de vie bourgeois de deux ou trois familles de négociants apparentés, les autres bonnes familles d'Allarmont, parfois alliés aux premières depuis des générations, ne changent point de monde, elles restent fidèles à un mode de vie rural qui leur avait permis de s'élever comme représentants de la population (syndic, maire, procureur, receveur du fisc...), les hommes demeurent artisans, laboureurs, cultivateurs le plus souvent désormais propriétaires, ainsi aux XIXe siècle, les Absalon, Adam, Blaise, Claude, Colin, Culot, Eyboulet, Eppe ou Hepply, Falque, Ferry, François, Garnau(d), Gérard, Idoux, Jandel/Jeandel, Lalevée, Leclerc/Leclair, Lecuve, Léonard, Marchal, Martin, Nicolle, Octave, Petit, Pierrel, Ragasse, Receveur, Sayer/Seyer/Seillère, Valentin, Villaume...
Les invasions de 1814 et 1815, avec leurs passages de troupes et les réquisitions, cumulées à des vols de troupeaux et des pillages de biens systématiques, sèment la désolation. Épidémies, épizooties et disettes sévissent dans la foulée.

### Restauration et monarchie de Juillet
En 1817, année terrible, marquée par le froid, la neige, les atmosphères sombres et humides, la famine s'installe durablement dans les foyers pauvres ou précaires des Vosges. Allarmont ne subit qu'une disette grâce à la vigilance du maire et négociant expert en ravitaillement, Jacques Marx. En 1818, par un retournement de conjoncture, les récoltes tardives de pommes de terre et de navets ayant permis une précaire jonction alimentaire aux habitants modestes, la paroisse d'Allarmont-Bionville croît démesurément par l'accueil de nombre de réfugiés issus de familles locales, fuyant les piémonts ou villes voisines en crise. Aidé par un conseil municipal souhaitant travail et pitance aux pauvres, le conseil de fabrique à la structure informelle lance la rénovation de l'église d'Allarmont en renversant l'ancienne église le 11 mai 1818, les résultats avec le plan et la maitrise d'œuvre du sieur Nicolas Crenelet, habitant d'Allarmont, sont spectaculaires en une année de grands travaux avec l'érection de la nef et des tours, même s'il faut attendre 1828 pour inaugurer le clocher, puis payer les cloches en 1830 et 1832, et clore les travaux du presbytère et installer l'horloge en 1839.
Le registre de paroisse compte à la fin de l'année 1818 dix confréries actives, lors de la cérémonie d'enfouissement d'un vase avec message aux générations futures par les autorités municipales et religieuses, sous le pilier de la tour gauche de la nouvelle église, et décompte une centaine de foyers fiscaux, surchargés par 630 habitants. Plus personne n'évoque les anciens princes allemands de Salm-Sauvage, seigneurs du ban d'Allarmont et patrons de l'ancienne église. Seule l'administration forestière préserve pour la forêt domaniale s'étalant sur le flanc sud de l'ancien ban d'Allarmont le patronyme de plus en plus méconnu des princes. La forêt domaniale de Bois Sauvage, altéré en Bois sauvages qui s'étale bien au-delà sur 2 150 ha jusqu'au Donon, jouxte deux autres forêts domaniales, celle à l'ouest de Celles avec 1 170 ha et celle au sud du Val de Senones avec 4 180 ha. Les habitants d'Allarmont disposent des droits d'usagers dans les forêts de l'état. En mauvaise saison, hors sève, entre novembre et mars, la plupart des habitants sont occupés dans les bois.
La fête patronale d'Allarmont a lieu les 6 novembre, fête saint Léonard, ou, si le jour en semaine ne convient pas, le dimanche qui suit. Afflue au village une foule de parents et d'amis, de voisins de l'ensemble de la haute vallée ou de l'ancien ban de Celles, en plus d'une activité mercantile et festive extraordinaire.
Avec autorité, fermeté et prudence, selon l'avis de René Poirson, le maire de 1808 à 1837, Jacques Marx, négociant d'origine sarroise, d'une famille francophile originaire de Trêves et gendre de Dominique Marlier depuis 1798, lance des travaux de longue haleine, pour fonder un village prospère et propret, à l'image de ceux de sa première patrie mosellane, française durant sa jeunesse. Son successeur, Joseph Falque, continue les chantiers. Une nouvelle mairie-école est installée dans une maison particulière, achetée et aménagée par les édiles, alors que l'ancienne mairie-école est détruite en 1838 pour faire une place. Les premières fontaines en pierre sont en place en 1838, les horloges de la mairie et de l'église visibles en 1839, les égouts installés à partir de 1841. Le cimetière, en première urgence protégé par des murs de soutènement, est progressivement aménagé et agrandi de 1829 à 1838. En 1842, des pourparlers afin d'acquérir une maison et un terrain, destiné à la construction d'une école de filles sont initiés, mais ils dureront quarante ans avant la réalisation du projet scolaire en 1883, la construction étant terminée en 1885.
L'essor démographique et économique a permis ces diverses réalisations sans endettement lourd, la population communale rajeunie compte 800 habitants en 1845. Il n'y a plus de réfugiés de la famine et de l'insécurité, mais l'exode rural s'amplifie après cette période d'optimum démographique, les plus modestes cherchant un revenu supposé plus fiable dans le monde ouvrier des basses vallées. Seuls les 80 électeurs censitaires en 1845 participent aux divers scrutins électoraux, et choisissent parmi eux le maire et ses douze conseillers municipaux.
En 1839, deux ans après la disparition de son propriétaire Marx selon Lepage et Charton, les bâtiments de sa papeterie, développée après 1815 en aval du village, grâce à un canal d'amenée d'eau prise au milieu du vallon de la Sciotte et à une main d'œuvre abondante, sont en déshérence. Selon l'archiviste Line Skorska, Jacques Marx qui a quitté sa charge de premier magistrat en 1837 est décédé bien plus tard, le 6 décembre 1854 : il aurait simplement fermé une entreprise à la rentabilité aléatoire, confiée en 1827 à son fils Jean-Michel, promu directeur de la papeterie. L'entrepreneur et ses héritiers conscients d'une effroyable compétition technique de cette industrie en voie de mécanisation impérieuse ont prudemment arrêter d'investir, laissant le petit monde ouvrier partir et les bûcherons d'hivernage offrir leurs services aux autres usines papetières en aval. Les trois scieries domaniales sont actives en période humide, ainsi que quelques scies hydrauliques privées travaillant pour les marchands de bois. Le commerce de planches, de bois de travail et de bois de chauffe prospère, à côté de petits ateliers familiaux en boissellerie ou saboterie. Une fraction notable est flottée sur la rivière Plaine par des équipes expérimentées de oualous ou voileurs, d'abord vers les ports de Raon et de La Neuveville sur la Meurthe, puis vers Nancy, et au-delà si besoin sur la Moselle vers Metz, Trêves, Coblence ou même vers la Ruhr pour de rares convois spéciaux. Les carrières de grès en forêt sont exploitées pour le bâtiment, les maîtres d'œuvre envoient leurs ouvriers découper en forêt les curieuses pierres de sable, alliance entre le minéral et les racines de végétaux dont les sapins, pour la construction ou la décoration. Il existe deux moulins, Le Battant et le Grand-Moulin.
Au début des années 1840, la commune d'Allarmont affiche une superficie de 1 237 ha, répartie en 1 002 ha de bois communaux, 104 ha de prés ou de jolies prairies naturelles, 88 ha de champs en labours, produisant du seigle, de l'avoine et très peu de froment, divers légumes de plein champ, surtout des pommes de terre en abondance, ainsi qu'une douzaine d'hectares en jardins enclos, vergers et autres meix et chénevières. Il n'y a plus de jachères depuis des lustres, la tierce saison étant recouverte de trèfles ou autres légumineuses à fonction régénérante. Elle compte en 1841 775 habitants et 209 ménages, répartis sur 144 maisons. L'école de garçons, dirigée par un maître instituteur et un sous-maître à sa charge, accueille 175 élèves en 1845, alors que la salle de classe des filles, probablement tenue par une sœur de la Doctrine, ne compte que 70 élèves. Elle permet de former des locuteurs francophones, sachant lire et écrire correctement pour les plus assidus en français véhiculaire officiel, car le lorrain du Val d'Allarmont, variante de vosgien, nullement dégradé, est encore prépondérant dans la vie locale, en dehors d'un vieux français séculaire, véritables lingua franca des métiers du bois, du flottage, de la navigation qui irradie les couloirs mosellan et sarrois bien au-delà de la frontière française. Une petite bibliothèque a été fondée depuis le directoire, elle poursuit son essor dans ces années studieuses, elle contiendra 404 volumes en 1885.

### Deuxième République et Second Empire
Le 14 août 1854, la moitié des habitations d'Allarmont est détruite par un incendie, la plupart au moins partiellement touchées par les brandons enflammés sur leur toit ou auvent de toit en bois, desséché par les vents d'est. Dès la mi-octobre 1854, une épidémie de dysenterie s'installe à Celles et à Allarmont. La plupart des malades n'ont que des symptômes digestifs rudes mais passagers et bénins. À Celles qui compte 1 726 habitants et où l'épidémie s'évanouit le 20 novembre, 22 cas graves sont recensés, ne causant que deux décès de "dysenterie putride" malgré les soins du médecin. Les 812 habitants d'Allarmont en sont plus facilement victimes jusqu'au 15 décembre, avec 41 cas gravissimes et 6 morts.
En août 1855, le corps du célèbre dessinateur Henri Valentin décédé est rapatrié de Strasbourg. Sa famille obtient que sa dernière volonté, celle d'être inhumé sous la même large dalle que sa défunte sœur, Marguerite Elisabeth (1821-1838), soit exaucée. Les notables embarrassés ne voulaient point déroger à la règle commune, mais le jeune peintre était l'auteur de la grande toile saint Laurent qu'il avait généreusement offerte à l'église saint Léonard. Lorsque les sépultures du vieux cimetière autour de l'église furent déplacées vers un nouveau cimetière en amont, seule la tombe dallée du frère et de la sœur Valentin fut préservée à l'ombre de l'église.
En 1856, une école de fille tenue par des sœurs de la Providence de Portieux, apparemment promues par défaut "institutrices communales" jusqu'en 1885, est ouverte dans un solide bâtiment faisant face à l'ancien maison de Jean-Baptiste Valentin. Fin 1863, Madame Tricher, alias sœur Eudoxie, "institutrice publique" à Allarmont est nommée à Wisches, alors que Madame Aubry, en religion sœur Libaire, précédemment institutrice à la verrerie de Portieux, la remplace avec la même qualité.
Le dimanche 17 avril 1864 est prévue en salle de mairie d'Allarmont une vente par licitation, aux enchères publiques à quatre heures du soir, qui permet de connaître les biens immobiliers de feu Jean-Pierre Jeandel, maréchal-ferrant de son vivant au village. Marie Claire et Marguerite Jeandel, ses filles majeures, ont forcé, par décision contradictoire du tribunal civil de première instance de Saint-Dié en février, la vente contre la volonté de la veuve du défunt remarié, Joséphine Bolle, par ailleurs mère du jeune Henry Jeandel, dont le subrogé-tuteur n'est autre que le marchand et épicier du village, Noël Epply. Les biens fonciers se composent d'une maison avec aisances et dépendances dont un jardin attenant, mise à prix de 2000 F, d'un pré à la Ruelle de 26 ares estimé a minima à 450 F, et d'une chenevière de 3 ares 35 centiares mise à 150 F.
En 1866, la population communale atteint 818 habitants. Mais la conjoncture économique devient incertaine, malgré les récents développements des communications avec l'arrivée de la ligne télégraphique qui supplée parfois le service de poste bien rôdé. La prospérité ancienne s'efface insensiblement, à commencer par les classes laborieuses soumises à des conditions d'existence plus  sévères et pouvant sombrer dans la misère pendant les crises économiques successives de 1873 à 1896.

### Époque contemporaine
Pendant les prémisses menant à la guerre de 1870, la municipalité animée par le maire Falque, l'instituteur Renard et l'instituteur adjoint Humbert soutient ouvertement le gouvernement impérial, en faisant parvenir une lettre au ministre de l'intérieur, affirmant que la plupart des administrés loyaux, déclarés sur une liste, sont prêts au combat pour défendre le passage de la vallée du Donon. Outre les deux premiers, affirmant tacitement un statut d'officier, les trois citoyens qui suivent sont déclarés anciens sous-officiers, ainsi M. Bart ex-sergent major, MM. Paxion et Emile Lecuve ex-sergents. S'ensuit une liste digne d'une armée d'opérette jouant "La Guerre au village", composée de seize propriétaires potentiels soldats, puis de onze pères de famille honorables en soutien, auquel s'ajoute une vingtaine de ralliés masculins informés à la dernière heure ou d'abord indifférents à cette démarche d'adhésion à la politique guerrière.

#### Guerre de 1870 et occupation
La huitième compagnie du bataillon de la Meurthe, consciente de l'irruption de troupes militaires allemandes vers Baccarat, en partie retenues par des combats violents, prend position fin septembre de Raon-L'Etape à Celles, disposant de missions de reconnaissances vers Allarmont et au bout de la vallée sur les deux Raons. Le dispositif avancé, en place le 2 octobre, constate que des troupes badoises occupent les crêtes. En effet, le général Degenfels, disposant de troupes après la capitulation de Strasbourg le 28 septembre, leur a fait remonter la vallée de la Bruche, pour franchir la ligne de crête, manœuvrant trois cohortes, la première au nord par le col du Donon et la vallée de Celles, la seconde par le col du Hantz et la vallée du Rabodeau, la troisième par le col de Saales et la vallée de la Fave. La première colonne descend sans difficulté la vallée de la Plaine rejoignant Raon-L'Etape et Etival le 5 octobre, puis Saint-Dié le 6 octobre. La brigade prussienne du général Krug, jouant un rôle de soutien, descend également la vallée de la Plaine, et s'arrête à Allarmont le 8 octobre, probablement informé de l'issue de la bataille de Nompatelize, désastreuse pour l'Empire français.
L'occupation militaire prussienne pour assurer le paiement de cinq milliards de Franc-or imposé à l'état français perdure sur l'arrondissement de Saint-Dié jusqu'en septembre 1873. L'atmosphère économique, déjà morose de la fin de l'Empire, devient sinistre, marquée par les restrictions multiples qui frappent les personnes esseulées, modestes et âgées. Martin Duhaut, 72 ans, manœuvre, célibataire d'Allarmont, n'a plus de goût à vivre en 1872 : il est retrouvé pendu dans sa cheminée à deux mètres du sol.

#### Début de laIIIerépublique: au temps de l'industrie et d'un lent exode rural
Un atelier-fabrique de boites en carton pour dévidage et pelotage des cotons, pour le compte des établissements Cartier Bresson installés en octobre 1875 à Luvigny, est construit de l'automne 1873 à l'été 1874 par l'entrepreneur retenu, Jean L'Hôte. La machine à vapeur active en août 1874 permet la production de la cartonnerie, sous la direction de Charles Cartier-Bresson. Joseph Eppe, venu de Luvigny, en est le contremaître, aidée de deux contremaîtresses, Maria Lacotte de Vexaincourt et Eugénie Sarrazin d'Allarmont, qui forment et dirigent les premiers groupes d'ouvrières. L'atelier féminin compte déjà 85 ouvrières au milieu des années 1880.
Allarmont reste la commune la plus prospère de la haute vallée, malgré un lent déclin démographique et une crise de fragmentation sociale qui s'imposent partout. En 1881, la commune ne compte plus que 765 habitants, mais vingt maisons de plus qu'en 1841, avec un total de 164 maisons et surtout beaucoup plus d'électeurs au suffrage masculin universel. En 1887, le revenu communal annuel s'élève à 8210 Francs. Outre 62 F de rente à 3 % sur l'état, les quatre contributions départementales montent à 4099,74 F et le point de centime à 44,64 F. Les patentes ne rapportent que 550,65 F, c'est-à-dire moins qu'à Raon-sur-Plaine, commune située désormais près de la frontière et vibrant d'une agitation touristique plus intense. Allarmont est pourtant reconnue au loin, fixe une image idyllique pour un siècle, avec ses pâturages et son apiculture traditionnelle, son élevage bovin et ses scieries, ses possibilités de chasse et de pêche, ou encore pour sa diversité de promenades et de points de vue.
Le tourisme de randonnée et d'excursion prend un irrémédiable essor au cours des années 1880 qui, malgré l'arrêt brutal par la Grande Guerre, reprend avec vigueur un demi-siècle plus tard. S'instaurent différents circuits, de longues balades sur les sommets boisés, par exemple des Herrins au Grand Brocard, ou de Saint-Grime au Noir Brocard, ou encore une simple montée à la Roche des Brocards à partir du hameau de la Sciotte, dévoilant de merveilleux points de vue, à partir de thabors d'environ 800 mètres d'altitude, d'abord vers le pays majestueux du Donon, le val de Plaine et ses côtes, la vallée du Rabodeau, ensuite vers le piémont lorrain, le pays tourmentés des Vezouzes, les ravins de la Blette et de la Verdurette, et les coteaux boisés des cantons de Cirey, Blâmont, Badonvillers, comme le rappelle Émile Badel à la Belle Époque. En allant sur Vexaincourt, dans l'ancienne forêt des Prés-Larvey, la grotte de Rémond/Raymond, anfractuosité dans le grès vosgien, donnant sur un rocher à 20 mètres, la petite cascade, dite de la Biroë ou Biroué, nommée ainsi pour ses deux royes ou rigoles, d'environ 10 mètres de chute attirent les visiteurs. La chute d'eau existe encore en saison humide sous le nom de cascade Lejaille. Il ne faut oublier que les chemins d'accès à la table de pierre de la Roche des Coquins trônant sur les Bois Sauvages de Celles. La commune entretient 1 742 mètres de chemins vicinaux et 9 683 mètres de chemin ruraux reconnus.
Une misère sociale est de plus en plus visible depuis la fin des années 1860, le hameau de la Sciotte et ses vingt-cinq maisons concentrent en 1884 une population de bûcherons de 104 habitants. L'écart proche de la Basse du Four n'a que 19 habitants pour cinq maisons éparses. Fin décembre 1886, les habitants de la vallée apprennent l'épilogue de la sordide affaire de meurtre et de tentative d'incendie au hameau de la Haute Sciotte, lieu-dit au Pré Moulin : Célestin Marchal, bûcheron sans ressources, né le 25 mars 1838 à Allarmont, a été condamné à mort par le tribunal d'Epinal. La victime Marie-Catherine Cheffre, 66 ans, veuve de Jean-Baptiste Marchal, vivait dans la maison de ses fils et de sa fille. Cette dernière, Marie-Delphine Marchal, ouvrière de fabrique, avait quitté le domicile à 5 h du matin. Revenant à midi, elle découvre sa mère enfouie sous un amas de literie enflammée. Elle comprend que ce n'est plus qu'un corps sans vie, à la tête mutilée, dans un bain de sang. Le village alerté, le maire, assisté du garde-champêtre, mène avec diligence l'enquête. Les indices accablent un suspect aux comportements singuliers: le sieur Marchal est revenu chez lui la chemise tâchée de sang, portant sur la tête une pièce de toile pour le portage du foin ou "cendrier" dérobée à la victime. Mis au frais, il passe aux aveux. Errant au pré Moulin vers 10 h du matin, le chômeur dit qu'il a demandé à la veuve Marchal du pain. L'interpellée vindicative lui répond sèchement de déguerpir, il s'éloigne d'abord puis réitère sa demande se permettant de rentrer dans la cuisine. La vieille femme angoissée veut le chasser, le menace avec une hache, le bûcheron désœuvré la lui arrache des mains, et frappe deux coups à la tête. La victime gît dans une mare de sang, quand il prend les objets de la chambre voisine, les amoncelle pêle-mêle sur la victime et y met le feu. Lorsqu'il sort de la maison, la pluie tombe, alors il saisit le cendrier pour se protéger de la pluie.
Malgré la baisse et le vieillissement de la population communale, la part du terroir cultivé reste stable par rapport au milieu des années 1840, mis à part 2 ha de friches probablement sur d'anciennes chènevières et autres més, nécessitant une abondante fumure, abandonnées. Les terres labourables représentent 92 ha, les prés 106 ha, les jardins, vergers, chènevières sur 4 ha, au lieu respectivement de 88, 104 et 12. Les bois communaux, objet d'une transaction additionnelle avec les Eaux-et-Forêts supprimant les droits d'usage en parallèle, se sont accrus de 96 ha, passant à 1 098 ha. En filigrane se remarque une baisse sensible de l'élevage bovin, qui, étalée sur plus d'un siècle avec la perte des pâturages extensifs des chaumes, parcours et forêts claires, est considérable. Cinq scies hydrauliques seraient en activité en 1884.

#### Allarmont sous la IIIe République triomphante
En 1883, une nouvelle école mairie est rapidement construite à l'emplacement de la précédente. En 1885, l'école de filles laïque, prévue depuis quarante ans, est construite et inaugurée. Ce bâtiment scolaire perdure au siècle suivant, l'école deviendra mixte en 1960 après l'abandon de l'école insérée dans la mairie en 1960. L'école de filles des bonnes sœurs de la Providence, sans doute réduite en fréquentation depuis l'ouverture de l'école publique de filles en 1885, a été désaffectée vers 1900, après le décès de l'adjointe, remplaçant la vieille directrice grabataire.
Allarmont, en dépit de sa taille, possède majoritairement des maisons paysannes à capacité d'engrangement de fourrages. Le 6 février 1887, la maison de Jean-Baptiste Marchal, schlitteur, prend feu pour une raison inconnue et se consume. Le sinistre causé par l'incendie isolée de l'habitation dûment assurée est estimé à 3500 F.
En 1888, la pêche est réservée, c'est-à-dire absolument interdite, par les autorités préfectorales, entre le confluent du canal de fuite de la scierie saint Marc et le barrage du moulin d'Allarmont.
L'élection du député, le monarchiste Ernest Picot, partisan de l'Action Française face à Jules Ferry en 1889 par seulement 175 voix de majorité est vivement ressentie par le régime républicain. Une commission d'enquête parlementaire est diligentée sur les irrégularités de l'élection sur l'arrondissement de Saint-Dié, elles dévoilent les pratiques d'influence communes aux deux camps adverses, souvent cachées ou déguisées en dons gracieux, mais exacerbées à outrance par la manipulation du comité boulangiste, alors que le sage candidat Picot peut jouer à la fois la sainte et innocente victime, et l'obstructeur dédaigneux de ladite enquête en citant à son initiative 1200 témoins ajouté aux 184 témoins volontaires ou proposés par le camp Ferry, ce qui fait un total de 1384 dépositions à enregistrer et à étudier par la commission. Ainsi des citoyens d'Allarmont, le cabaretier Paul Absalon, dénonciateur républicain, et les sieurs Duhand et Sarrazin, mis en cause pour transactions illicites apparaissent dans le compte-rendu de séance au Journal officiel. Paul Absalon, boulanger et cabaretier, est en partie à l'origine de la procédure : sa lettre du 23 septembre 1889  proteste et s'insurge contre l'élection d'Ernest Picot. Ce dernier, ancien officier du génie et riche rentier, aurait tenter de le corrompre en offrant 500 F pour que le cabaretier paye à boire en faveur de sa candidature. Ernest Picot, présent à la chambre, réfute l'accusation mensongère et la retourne. S'il est vrai qu'il menait le 12 septembre 1889 une campagne au porte à porte à Allarmont, il avait prudemment déjeuner chez l'aubergiste Stoffel, en compagnie de huit à dix amis. Parmi eux, Monsieur Mougeolle lui avait fait reproche d'éviter le café d'Absalon, toujours bondé de partisans républicains. Le candidat de droite s'était présenté, avait été reçu avec amabilité, et avait même eu droit à un aparté où le propriétaire Absalon n'affichant point de ferme conviction, apparemment oublié du camp Ferry, se montrait disposé à lui rendre service, moyennant quelques subsides. Il était difficile pour la commission de trancher parole contre parole. Aussi l'enquête sanctionne deux faits mineurs sur la commune : elle condamne à 50 F le modeste peintre Duhand, déjà condamné deux fois pour délit de pêche, et qui, employé à peindre l'entourage d'une chapelle privé, a recommandé à deux électeurs de la Sciotte, les bûcherons et schlitteurs Eugène Poirot et Léon Gillet, d'aller voter Picot, leur laissant ouvertement 10 F chacun pour leur frais de déplacement pédestre, elle sanctionne pécuniairement à 30 F Jean-Pierre Sarrazin, ouvrier chauffeur à l'usine Cartier Bresson, qui a proposé ouvertement au cours d'un repas de famille cinq francs à son beau-frère, le schlitteur Seyer, cinq francs à son neveu pour les inciter à voter Picot. Comme ceux-ci outrés avaient repoussé l'offre, le demandeur frustré avait exercé un chantage à l'emploi, ce qui cause sa légère condamnation.
Léon-Isidore Cossin, instituteur public, qui a rédigé la monographie communale demandée par le ministère public, condamne les boissons alcoolisés et dénonce dans ses écrits l'abus de substances et l'ivrognerie, de concert avec la plupart des autres instituteurs de la vallée. Il est récompensé par la société de tempérance le dimanche 27 avril 1890. En outre, le 16 juillet 1890, il reçoit du ministère en récompense de ses services d'instituteur exemplaire une médaille d'argent.
La société de tir d'Allarmont, c'est-à-dire comme autrefois du Val d'Allarmont, s'est développée après la guerre de 1870, de manière similaire à beaucoup d'autres sociétés de gymnastique et autres préparation sportives ou militaire, associées à l'école et à l'armée de la IIIe République. Les résultats du concours du samedi 10 et dimanche 11 septembre 1892 attestent de la qualité de quelques tireurs de la section hilarimontaise en tirs à volonté et en première série, sur cibles à 45 mètres avec fusil de guerre. Le douanier Houssemand (24 balles, 68 points) s'impose devant son collègue de club, Richard (24 balles, 53 points), à la première épreuve. Le même Houssemand remporte la première série à 45 mètres avec 42 balles, 65 points, et ses autres collègues Julien, Flon, Richard et Marchal occupent respectivement les quatrième, sixième, septième et onzième places. Lors du tir de seconde série à une dizaine de mètres avec des petites carabines d'apprentissage calibre 6 mm, Charles Barth d'Allarmont n'apparaît qu'à la septième place, les premières places étant raflées par les quatre jeunes tireurs de Luvigny, puis par deux de Bionville. Député des Vosges, le général Tricoche, est venu dimanche dans la vallée pour présider à la distribution des prix.
Le chemin de grande communication est parfois encombré d'un lourd trafic accidentogène. Le lundi 9 octobre 1893, vers 7 h du soir, deux gendarmes à cheval, Didier et Bouxirot, de la brigade raonnaise rentrent d'une tournée vers l'amont près de la frontière, après avoir effectué un constat d'incendie à Luvigny. Ils rencontrent à la brune une voiture éclairée, mais suivie d'une autre voiture quasi-invisible et fautive, celle du voiturier Ferdinand Thomas d'Allarmont, chargée de perches en bois saillantes et dépourvues de feux de signalisation. Les cavaliers, après avoir salué le premier conducteur, marchent à la file en toute confiance sur le côté de la route, mais la monture d'un gendarme frôlant le second chariot est heurtée mortellement par une perche en saillie. Cheval et cavalier font un écart et s'affalent dans le fossé. Le gendarme Bouxirot, coincé sous l'animal agonisant en quelques minutes, est dégagé par son collègue Didier et un boucher nommé Fournier arrivant aussi de Vexaincourt. Le gendarme estomaqué n'a aucune fracture, juste une foulure à la main droite et quelques contusions.
Le décès de l'instituteur de Luvigny, Auguste Demangeon, président de la société de tir du Val d'Allarmont, attire une foule considérable le premier lundi de mars 1901, d'abord à Luvigny pour l'office religieux, ensuite à Allarmont pour la cérémonie civile sur la tombe, avant l'inhumation au caveau familiale d'Allarmont. Dans l'immense cortège qui suivait à pied le corbillard venu de Luvigny, s'était adjoint Monsieur Clémencet, inspecteur des écoles primaires à Saint-Dié, le notaire maître Marcillat, avec le représentant de maître Ferry, notaire à Raon-L'Etape excusé, le receveur des postes du canton Golé, les institutrices et instituteurs du canton, les notabilités de Raon-L'Etape, Celles, Vexaincourt, Luvigny, Allarmont, Raon-sur-Plaine, Raon-lès-Leaux (sic) et Bionville, toute la population valide d'Allarmont et évidemment une grande partie de celle de l'ancien val d'Allarmont ressuscité. Sur la tombe, l'inspecteur Claude-Clément Clémencet, entouré de milliers de têtes curieuses, prononce un discours sur la qualité intellectuel irréprochable du défunt. L'instituteur d'Allarmont, Marchal, retrace la carrière du défunt, né à Docelles le 27 septembre 1851, dans la famille d'un garde forestier. Après des études au collège d'Epinal, il faisait son apprentissage d'instituteur à Martimprey (hameau de Corcieux), avant d'être nommé à Allarmont, Laître (hameau du Ban-de-Sapt) et Scarupt (hameau de Fraize). Il avait exercé à Luvigny les vingt dernières années.
Si le val d'Allarmont est sillonné par de nombreuses randonnées et excursions, elle est aussi un lieu de repos et de villégiature apprécié. Le capitaine Tref du 8e régiment d'infanterie colonial de Toulon prolonge de trois mois sa convalescence à Allarmont (Vosges) en juillet 1904. Les groupes de marcheurs chevronnés grimpent sur le Noir Brocard ou à la roche des Brocards et rejoignent la voie des Bannes et le saint Grime, ils parviennent facilement en trois heures au Haut du Bon Dieu et au lac de la Maix, voire atteignent en cinq heures Grand Donon et Petit Donon, non sans s'accorder des pauses d'observations dans un univers de hauteurs forestières.
Le matin du 29 janvier 1907, une activité fébrile saisit Allarmont, reliée par une rumeur de contestation généralisée à l'ensemble du val. Voituriers, bûcherons, scieurs de long et tronçonneurs, écorceurs, dessoucheurs, schlitteurs, schonneurs, sagards, manoeuvres vieux et jeunes arrivent sur les bords de la Plaine à la grosse scierie de La Turbine, libérés par magie des tâches forestières, par les sentes et les chemins. Devant l'énorme scierie, il est vrai, en déshérence depuis trois ans parce sa machine à vapeur ne peut tourner avec son gros embrayage cassé, un spectacle s'organise, des tronces y sont déposées, un port de flottage flambant neuf, construit ces derniers jours, a été aménagé pour marquer la fin d'un monde familier, une vingtaine de paires de bœufs avec leurs voituriers marquent un placide blocage. Charles Lecuve souhaite protéger et le site et l'ensemble de la vallée, du préjudice causé par le train ou tramway de la vallée en construction, qui signe l'irrémédiable arrêt de mort du flottage moribond depuis une décennie, d'où le ralliement des habitants. Il réclame aussi pour son entreprise et une fraction de ses terrains préemptés et saisis une indemnité conséquente. Il s'agit d'abord d'impressionner la commission de dédommagement, et au mieux négocier des échanges de terrains en évitant les confiscations ou saisies de parcelles, pour réorienter l'activité forestière. Les pourparlers initiés en 1905, certes au point mort en janvier 1907, reprennent et se concluent sereinement en grande partie au cours des mois suivants, voire en 1922 pour les derniers échanges complexes et définitifs de propriétés, ratifiés par le sénat.
En 1907, deux ans après la loi de séparation de l'église et de l'état du ministère Combes, la tension de l'affrontement affleure, un citoyen anonyme estime que le combat laïc s'est étiolé, avec un maire réactionnaire, alors que ce dernier apparaît soucieux d'apaiser les esprits de ses administrés. Le plaignant constate dépité que la location du presbytère et du beau jardin du curé ne rapporte que 50 F de location à la commune.
Début juin 1910, des orages violents frappent la montagne vosgienne de multiples façons : la commune d'Allarmont, et à plus haute intensité, le hameau de la Sciotte, ne sont pas épargnés le vendredi 11 juin. Un orage de grêle d'une vingtaine de minutes s'y abat soudain, compromettant les récoltes par des grêlons atteignant la taille d'une noix. Les jardins offrent le spectacle d'une verdure massacrée, les plantes sont brisées ou hachées menues. Les champs sont saccagés : les jeunes plants de pommes de terre offrent leur feuillage déchirés, les feuilles de choux brodées et perforées choient.
Depuis quelques années, chaque commune est desservie par un facteur rural, ce qui lance la normalisation des adresses et les numérotations des maisons. Fin 1912, M. Pierrel est le facteur d'Allarmont.

#### Temps de guerre
Au début de la Première Guerre mondiale, les troupes allemandes après avoir forcé le verrou de Blâmont envahissent la vallée pour sécuriser leur arrivée en vallée de Meurthe. Les unités françaises après les combats violents du Donon et des crêtes organise une retraite vers la ligne de la Meurthe et ses retranchements tactiques sur les hauteurs de sa rive gauche. Les troupes badoises auraient descendu, pétrifiés de peur, le col du Donon et la vallée vers Celles sous le feu imprévisible de quelques francs-tireurs : elles auraient exécuter le plus souvent, dès leur arrivée, le maire et le curé. Il est possible que ces exécutions capitales, devenues emblématiques de la violence de la bataille des frontières à l'Est, soient en lien avec les actions de franc-tireurs, amplifiées dans la propagande allemande de l'époque,.
Les troupes badoises entrent à Allarmont le 23 août 1914 à deux heures de l'après-midi. Les habitants sont terrés dans les caves. Il semble que les soldats installés au village mangent, boivent et pillent d'abord. Vers 8 heures du soir, ils partent à nouveau fouiller les maisons et arrêtent à leurs domiciles respectifs le maire Charles Lecuve et le curé Alphonse-Marie Mathieu, au motif de détention d'armes potentiellement meurtrières. Les misérables corps du maire et du curé ensanglantés sont retrouvés le lendemain à proximité de la route à Celles. Ont-ils été fusillés aussitôt après avoir été emmenés et jugés sommairement, comme le pensent les témoins de la famille Lecuve ? Les notables captifs ont-ils été malmenés et tabassés la nuit avant d'être mis à mort le lendemain ? Louis Colin, historiographe du diocèse de Saint-Dié, correspondant de La Croix de Paris, affirme en 1917 que l'exécution différée le 24 août à 11 heures a eu lieu près de la maison Prosper Lang, sur le chemin de la côte de Soye, an bas du talus, sous le commandement du général Baden-Baden.
L'adjoint Fournier, qui avait déjà été adjoint du maire Bazelaire en 1902, remplace le maire exécuté, qui comptaient douze années de fonction élective. Le curé Mathieu disparaissait après trente-huit ans de sacerdoce, laissant la cure nominale vacante pendant quatre ans. Au cours des mois qui suivent, les réquisitions alimentaires drastiques se poursuivent.
Allarmont dont les familles ont accueilli une fraction des habitants sinistrés par l'épouvantable incendie badois de Vexaincourt, a été relativement épargné par les bombardements. Allarmont terrorisé les premiers mois vit d'abord "sans curé sans nourriture", comme l'écrit Louis Colin, du fait des pillages des réserves et des récoltes, parfois à même le champ. La viande et la plupart des légumes sont confisqués et réservés à la troupe occupante. L'élevage est réglementé par l'autorité allemande, et les bois et la forêt, plus tard mises en coupe réglée pendant les accalmies, sont passés sous le contrôle exclusif de l'armée d'invasion. Les écoles sont dès que possible ouvertes aux enfants et en partie germanisés. Un soldat allemand s'improvise instituteur à Allarmont, avec un succès pédagogique mitigé.
Les troupes allemandes construisent pour le loisir sportif une piscine entre Allarmont et Bionville. Une grande majorité des habitants est restée dans la haute vallée, les familles renouant les solidarités anciennes, vivent tant bien que mal en secteur militaire allemand, alors que des générations d'hommes, appelés ou engagés, issus de ces mêmes familles, combattent dans l'armée française. Il est probable que la mort le 8 octobre au front de l'adjudant Joseph-Lucien Joerger, natif d'Allarmont, commandant une batterie de tranchée, soit d'abord passée inaperçue. Avant guerre, ce sous-officier rigoureux et efficace donnait toute satisfaction à ses supérieurs, en tant que commis greffier au conseil de guerre d'Epinal, au point que l'on songeait à lui proposer de devenir officier d'administration. Mais il avait demandé, dès le début du conflit, à reprendre ses fonctions dans l'artillerie, son arme de formation.
Les enquêtes de la Gazette Vosgienne en 1917 dresse un bilan des 25 communes occupées du canton vosgien de Provenchères, Senones et Raon-L'Etape, auxquelles s'ajoutent Bionville et Raon-Lès-Leau dépendantes de la Meurthe. Après les vols et pillages désorganisés des premiers mois, parfois en grande partie anarchiques du début de la conquête où les règles de civilité allemandes s'étaient éclipsées en territoire étranger, réduisant le cheptel, détruisant des habitations et désorganisant durablement tous types de production, des contributions de guerre s'élevant à 500 000 marks payables en argent ont été levées sur ces communes. Une économie de services privés, en faveur de la troupe, s'est installée. Faire laver son linge sale ou entretenir ses chaussures, obtenir des services d'artisans chevronnés, pouvoir disposer de lait et d'œufs frais au petit matin ou de fruits et de légumes de saison, toutes ces menues choses ne pouvaient coexister avec le maintien d'une terreur diffuse. Vivre dans un désert humain, dans un village détruit sans population, uniquement entre soldats ravitaillés, n'est guère enthousiasmant. Le plus souvent, les militaires allemands, maître de la main d'œuvre utile, évitent de la perdre et de la brutaliser, ils se contentent de surveiller et contrôler les travaux, voire d'en imposer pour l'utile profit collectif de l'armée du Reich. Les jardins et les coupes secondaires de fourrages, en particulier les regains, sont délaissés aux cultivateurs pour la nourriture des vaches. Le troc et un commerce libre de petits services et biens sont tolérés. Hommes et par défaut femmes valides, de 14 à 60 ans, doivent en principe répondre à l'appel du matin dans les villages, en prémisse de longs jours de travaux encadrés et planifiés. Un ordre du jour est communiqué par l'intermédiaire du maire rendu responsable. Les travaux encadrés pour les besoins de l'armée concernent les prairies, les prés, les champs, parfois la voirie, les travaux forestiers et les carrières pour les menues tâches. Les participants présents à l'appel du soir sont notés, et un salaire minimal est versé par le maire en fin de semaine ou de mois, selon la Gazette Vosgienne. Signalons, après les affres des premiers mois, l'existence d'un service minimal de ravitaillement et de soins spécifiques, organisés par diverses associations humanitaires ou la Croix Rouge, à destination des populations occupées. Aucune famille ne pourrait s'en passer.
À la fin de l'été 1918, après les grands bombardements, les populations proches du front sont évacuées par les autorités allemandes. Les derniers habitants d'Allarmont et la plupart des habitants des communes occupées, soit environ 300 personnes mentionnées, souvent par familles entières, sont emmenés vers les camps de réfugiés du secteur d'Anvers d'où ils sont parfois dispersés en Belgique, puis rapatriés fin septembre par le lac Léman vers Évian et essentiellement la France méridionale, après avoir traversés en train l'Allemagne rhénane et la Suisse.
Les troupes allemandes évacuent les lignes dans la nuit du 10 au 11 novembre. La commune quasi-déserte, à l'instar de celles de l'ancien Val d'Allarmont a vécu cinquante mois d'occupation.

#### Entre-deux-guerres
En mars 1919, le vicaire de Senones Scheidecker est nommé à la cure d'Allarmont.
Dès le printemps 1919, le devenir du chemin de fer de la vallée de Celles préoccupe les acteurs économiques. Le conseil d'administration du chemin de fer et les autorités locales, appuyées par le conseil général, souhaitent dans un futur proche l'élargissement de la voie de 1 mètre à 1,40 mètre, et veulent aussi effectuer un doublement des voies de circulation pour la commodité et la sécurité. Sans attendre une réponse à long terme, la réfection entreprise après l'Armistice avait déjà été rapide: le 16 novembre 1918, la circulation est rétablie à Celles, quelques semaines plus tard, en décembre 1918, le train de l'avant-guerre parvenait à Allarmont.
Une reconstruction communale, dans le cadre des régions libérées, tente de faire disparaître les stigmates de la Grande Guerre. Les dommages de guerre sont aussi employés pour faire reconstruire la maison forestière d'Allarmont et la scierie du village en 1921. Dimanche 10 juillet 1921, à l'occasion de la course automobile Nancy-Strasbourg, René Mercier, au nom du journal L'Est républicain, remet dans la maison commune d'Allarmont ornée de fleurs et de verdure, le prix du concours du village coquet sur le parcours, à savoir la somme de mille francs et la médaille d'argent du Touring club de France. Le conseil municipal était au grand complet dans la salle pour le vin d'honneur offert aux invités, les enfants des écoles faisant ce matin dominical la haie d'honneur à l'entrée et la population rurale intéressée par le rallye de l'Automobile-Club Lorrain et son concours de rendement. L'instituteur M. Bénite annonce que la somme reçue par le maire Mathieu sera reversée à la caisse des écoles, de façon à générer des revenus pour récompenser les élèves méritants par des prix.
La municipalité dirigée par Paul Mathieu fête à la fois son élection au concours des villages coquets le dimanche 23 octobre 1921 et l'inauguration de son monument aux morts de la Grande Guerre, un obélisque de granite de Messieurs Paternotte et Bauer. L'accueil à 10 h 30 du préfet des Vosges André Magre, du sous-préfet de Saint-Dié Golliard, du député des Vosges Constant Verlot par le maire Paul Mathieu, suivi des présentations aux nombreux maires et élus du canton et aux gardes forestiers dirigés par l'inspecteur des eaux et forêts Jacquot, permet au cortège conduit par les sapeurs pompiers du lieutenant Wolf de prendre le chemin vers le monument érigé en face de l'école des filles. Les rues décorées d'oriflammes, les maisons pavoisées et décorées de verdure, la tribune décorée de draperies tricolores et de verdure élevée en face du monument, une stèle de granit des Vosges, ornée de la palme du martyr, portant en lettres d'or les noms des enfants d'Allarmont morts pour la France impressionnent la nombreuse assistance, toute la population du village et les enfants des écoles dirigés par l'instituteur Bénitte. La protocolaire cérémonie d'inauguration devant le monument aux morts, l'appel des noms des disparus, combattants et victimes civiles, par le conseiller Sayer, avec réponse renouvelée des orphelins pupilles de la nation "mort pour la France", l'évocation par l'instituteur Bénitte de la mémoire du maire Charles Lecuve et du curé Alphonse Mathieu, tous les deux fusillés par les Allemands le 24 août 1914, l'émouvante remise des croix d'honneur ou légion d'honneur posthumes aux familles des innocentes victimes de la Grande Guerre et la remise de médailles militaires et de croix de guerre à quelques anciens combattants en musique dirigée par la Fanfare senonaise, les discours et autres interventions républicaines sur l'estrade décorée devant un aréopage de personnalités politiques et de responsables administratifs ou socio-économiques, joints temporairement aux notables de la vallée, la visite du cimetière où repose Charles Lecuve, et enfin le "banquet Salm-Salm" confié à l'hôtelier Godard, venu de l'hôtel des Halles de Lunéville, servi dans la salle d'école et présidé par le préfet des Vosges, réunissant les veuves de guerre, les anciens combattants et les autorités, à l'intitulé d'ancien régime si paradoxal, les nombreux et interminables toasts des autorités se succèdent, générant de nombreuses émotions. Le député Constant Verlot et le préfet André Magre annoncent de deux manières différentes que le maire Charles Lecuve, le curé Alphonse Mathieu, le maire de Vexaincourt Jean Sayer, l'adjoint faisant fonction de maire de Luvigny Bolle et le curé de Luvigny Pierre Buecher, tous fusillés par les troupes badoises en août 1914, reçoivent la légion d'honneur à titre posthume. Emportés par leur enthousiasme et leur croyance en une croissance économique exponentielle, ils assurent de concert que la reconstruction sera complètement terminée dans le département, puisqu'ils y travaillent avec ardeur. L'historien Charles Sadoul, familier du patois vosgien du Val et conseiller général du canton, auteur d'un petit discours officiel sur les événements locaux de la Grande Guerre, montre aux notables l'ancienne borne en partie cachée, à la droite du chemin d'Allarmont, marquant l'ancienne frontière seigneuriale entre comté lorrain de Salm avec ses alérions et la principauté de Salm avec ces salmons, près de la route principale et du pont de Bionville. Oubliant le Saint-Empire, il transforme et les princes de Salm-Salm en princes autrichiens, et leurs dévoués administrateurs locaux en vidames ou viguiers médiévaux et réinvente la principauté en une curieuse enclave germanique. Le rappel des âpres luttes politiques d'avant-guerre permet de bien montrer l'apaisement global, Constant Verlot, se drapant dans une dignité républicaine, honore sans mauvaise pensée son ancien rival politique de la vallée de Celles, Charles Lecuve. Le débat entre les toasts porte aussi sur les évolutions aussi rapides qu'insolite de l'après-guerre dans le monde des entreprises, et le rapide déclin de la presse républicaine à Saint-Dié, l'Association de la Presse de l'Est ne saluant que le maintien exemplaire de La Gazette Vosgienne de Gustave Freiscz.
Les dénombrements d'habitants successifs montrent une mutation rapide de la population après-guerre. Allarmont est un lieu de départ et de fixation, en particulier pour une population ouvrière et de petits patrons. L'exemple des familles d'origine italienne, lointaine ou récente, est caractéristique, la plupart en lien avec le secteur technique du bâtiment et de la (re)construction. Des cercles de solidarité se forment à l'échelle locale. La section des anciens combattants d'Allarmont, affiliée à l'Union nationale des Combattants et rattachée au groupe de Saint-Dié, est créé le 22 décembre 1924, lors d'une première AG réunie à la salle des Ventes de la mairie, comprenant 32 anciens combattants et autres représentés. Louis Mantovani, entrepreneur en bâtiment est élu président, M. Bénitte est désigné secrétaire de section, il remercie pour l'aide précieuse à l'affiliation des statuts de l'UNC, la section de Saint-Dié et en particulier M. Kientzel. Louis Mathieu, maire représenté, promet des subventions conséquentes.
Le 16 novembre 1924, Alphonse-Gabriel Foucault, l'évêque de Saint-Dié, bénit les cloches de l'église restaurée d'Allarmont.
En décembre 1925, le cercle artistique du canton, en association avec le musée de Lunéville, organise une exposition en hommage à Alfred Renaudin, artiste peintre sexagénaire revenu quelques années en sa Lorraine natale et familiale au début de la décennie. Les paysages de la vallée de Celles et du piémont lorrain autour de Badonviller et Val-et-Châtillon sont remarqués, ainsi que les maisons rouges d'Allarmont.
En mai 1929, le curé Simonet est à la tête d'une liste unique pour l'élection communale de mai 1929, et, sans surprise, il est élu, à la consternation des républicains anti-cléricaux. La vie politique connaît des soubresauts. Une délinquance quasi-banlieusarde se généralise, avec des vols d'occasion puis plus systématique avec la crise économique, du fait des passages fréquents ou de la fluctuation pluriannuelle accélérée des habitants. René Gilot, sagard âgé de 30 ans, après s'être rendu à la kermesse dimanche 13 août 1933, rentre chez lui à vélo. Il s'arrête devant le "café Sarrazin" pour se désaltérer : en sortant, il est étonné de ne plus retrouver sa bicyclette, pourtant rangée sur le pas de la porte.
Les relations sont tendues en 1936 entre les anciens et les nouveaux membres de l'équipe municipale. Une plainte pour diffamation et injures publiques à l'encontre de l'abbé Simonet, curé des paroisses d'Allarmont et Vexaincourt, a été déposée. L'audience du 16 juillet au tribunal de Saint-Dié confirme la condamnation les édiles d'Allarmont, maire et principaux conseillers, défendus par Maître Saby à 16 F d'amendes chacun, alors que maître Henriquet, venu du barreau de Nancy, brillant défenseur de la partie civile victime des quolibets, reçoit 1 F de dommages et intérêts. Mais le maire Jules receveur, et les conseillers Emile Brignon, Augustin Magnin, Jean-Baptiste Halwich, Fridolin Jaeger, Jean Gérard, Séraphin Villemin et Paul Bernard, doivent veiller à faire afficher la sentence de ce jugement à la mairie et dans la presse locale, à savoir Le Messager Vosgien et La Gazette Vosgienne.

#### Drôle de guerre, occupation allemande
Le régime de Vichy, développant une administration pléthorique sous l'occupation allemande, exalte les valeurs familiales, de probité paysanne et de labeur d'un monde rural idéalisé. Mais les temps grevés de pénuries et de rationnement s'affichent plus sombres et incertains, en deçà des lumineux discours propagandistes ourdis dans les bureaux. Paul Bazelaire, cantonnier à la retraite, possède une utile bicyclette acquise pour 800 F. Georges Ferry, journalier agricole doit soi-disant partir en course urgente vers Raon-L'Etape le 26 octobre 1940, il le sollicite pour un prêt gracieux de son bel engin. Compréhensif, le vieux habitant d'Allarmont accepte de prêter sa bécane. Ledit Ferry, tacitement libéré de ces tâches, s'éclipse et ne reparaît plus. La victime d'abus de confiance attend le lundi, puis dépose plainte auprès de la gendarmerie, qui recherche le voleur les derniers jours d'octobre.

#### Vers la modernité
En 1955, la municipalité Receveur souhaite relancer le tourisme, en installant des équipements au hameau de la Sciotte. Mais l'eau manque pour les commodités de l'habitat saisonnier envisagé, des sources relativement lointaines détectées dans le massif du Brocard nécessitent des investissements. La pose de conduite d'eau est l'objet d'un débat technique sur le choix du matériau du tubage, il oppose la fonte bien connue des fontainiers du XIXe siècle au PVC rigide, matériau plastique nettement plus léger, moins onéreux et facilement collable. Les devis de l'entreprise locale De Mattei retenue pour ce contrat, 5 millions contre 7 millions pour un réseau en fonte, achève le débat, dont l'issue était prédéterminée par les faibles ressources d'après-guerre.

## Politique et administration

### Administration locale
Du fait des affres de guerres, les registres de délibérations et les fonds d'archives de l'ancienne école-mairie dévoilent de béantes lacunes, à l'exception notable des grands cahiers ou registre d'état civil, sans doute préservés par l'occupant allemand en 1870-73 et 1914-1918 de façon à mieux être renseigné sur la population présente.

### Budget et fiscalité 2022

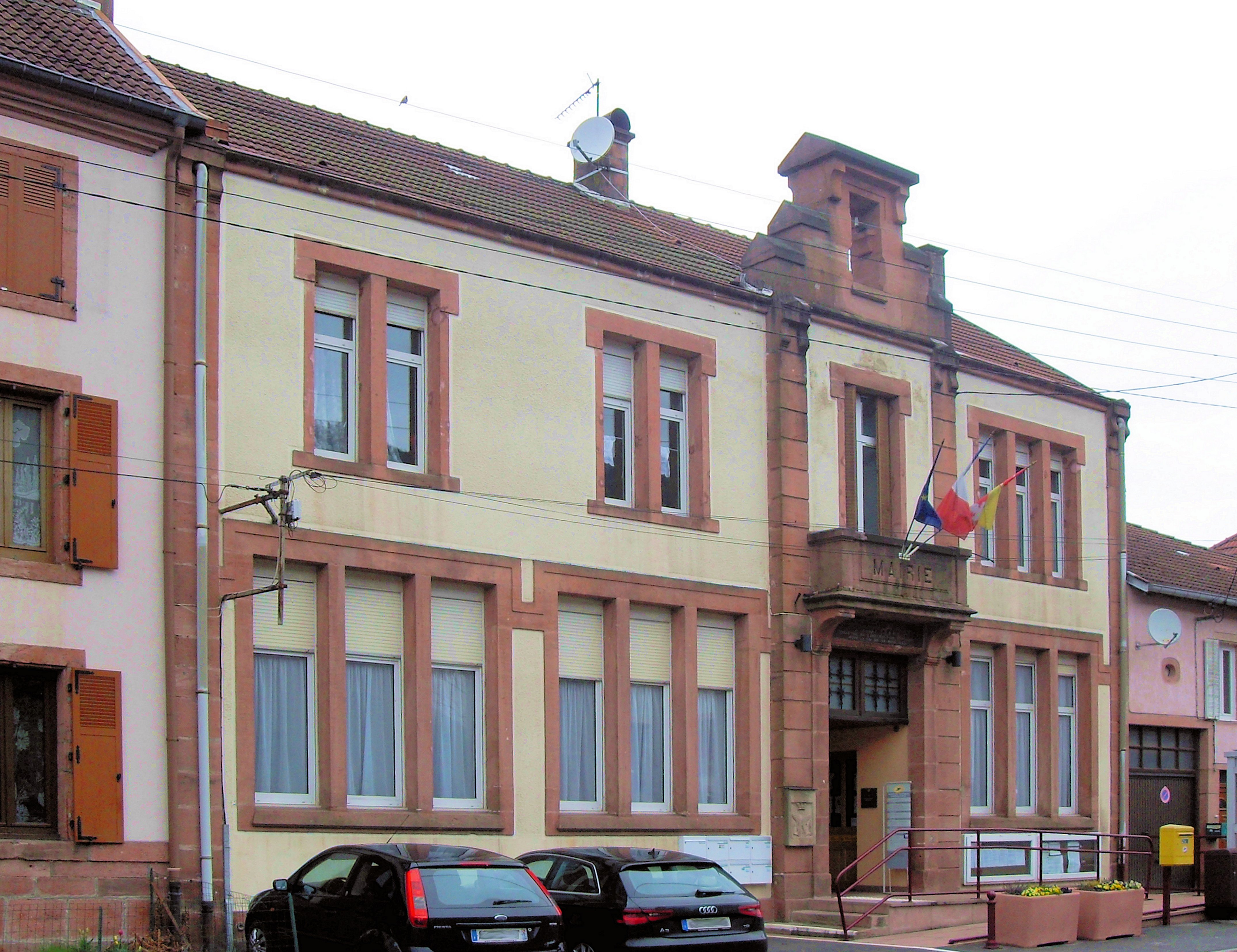
L'hôtel de ville.

En 2022, le budget de la commune était constitué ainsi :
- total des produits de fonctionnement : 349 000 €, soit 1 684 € par habitant ;
- total des charges de fonctionnement : 275 000 €, soit 1 329 € par habitant ;
- total des ressources d'investissement : 127 000 €, soit 613 € par habitant ;
- total des emplois d'investissement : 100 000 €, soit 482 € par habitant ;
- endettement : 172 000 €, soit 832 € par habitant.

Avec les taux de fiscalité suivants :
- taxe d'habitation : 17,43 % ;
- taxe foncière sur les propriétés bâties : 32,30 % ;
- taxe foncière sur les propriétés non bâties : 58,18 % ;
- taxe additionnelle à la taxe foncière sur les propriétés non bâties : 0,00 % ;
- cotisation foncière des entreprises : 0,00 %.

Chiffres clés Revenus et pauvreté des ménages en 2021 : médiane en 2021 du revenu disponible, par unité de consommation : 21 290 €.

### Liste des maires
| Période                                  | Période         | Identité                   | Étiquette | Qualité                                                                 |
| ---------------------------------------- | --------------- | -------------------------- | --------- | ----------------------------------------------------------------------- |
| Les données manquantes sont à compléter. |                 |                            |           |                                                                         |
| vers 1906                                | 24 août 1914    | Charles-Louis Lecuve       |           | négociant de bois, industriel des scieries Lecuve                       |
| août 1914                                | après déc. 1918 | Joseph Fournier            |           | cordonnier, doyen du conseil, adjoint, faisant fonction de maire        |
| avant 1921                               | 1924            | Paul Mathieu               |           | cafetier                                                                |
| 1924                                     | 1929            | Louis Emile Mathieu        |           | agent chez Cartier-Bresson (?)                                          |
| 13 mai 1929                              | 1930            | Simonet                    |           | curé de la paroisse                                                     |
| vers 1930                                | 1939            | Jules Receveur             |           | cultivateur                                                             |
| avant 1955                               |                 | Robert Receveur            |           |                                                                         |
|                                          |                 | Georges Petit              |           |                                                                         |
|                                          | mars 1977       | Jules Sayer                |           |                                                                         |
| mars 1977                                | mars 1983       | Jean Wilhelm               |           |                                                                         |
| mars 1983                                | mars 1989       | Gérald Antoine (1915-2014) |           | Recteur, agrégé de grammaire                                            |
| mars 1989                                | juin 1995       | François Mathieu           |           |                                                                         |
| juin 1995                                | mai 2020        | Dominique Aubert           | DVD       | Contremaître Président de la CC de la Vallée de la Plaine (depuis 2014) |
| mai 2020                                 | En cours        | Pierre Sarrazin            | DIV       | commerçant multi-services (épicerie-presse)                             |

## Population et société

### Démographie

#### Évolution démographique
Les habitants sont nommés les Hilarismontais et Hilarismontaises.
L'évolution du nombre d'habitants est connue à travers les recensements de la population effectués dans la commune depuis 1793. Pour les communes de moins de 10 000 habitants, une enquête de recensement portant sur toute la population est réalisée tous les cinq ans, les populations de référence des années intermédiaires étant quant à elles estimées par interpolation ou extrapolation. Pour la commune, le premier recensement exhaustif entrant dans le cadre du nouveau dispositif a été réalisé en 2007.

En 2022, la commune comptait 209 habitants, en évolution de −2,79 % par rapport à 2016 (Vosges : −2,96 %, France hors Mayotte : +2,11 %).
| 1793 | 1800 | 1806 | 1821 | 1831 | 1836 | 1841 | 1846 | 1856 |
| ---- | ---- | ---- | ---- | ---- | ---- | ---- | ---- | ---- |
| 488  | 474  | 547  | 603  | 754  | 755  | 775  | 813  | 763  |

| 1861 | 1866 | 1876 | 1881 | 1886 | 1891 | 1896 | 1901 | 1906 |
| ---- | ---- | ---- | ---- | ---- | ---- | ---- | ---- | ---- |
| 796  | 818  | 817  | 765  | 699  | 674  | 660  | 620  | 629  |

| 1911 | 1921 | 1926 | 1931 | 1936 | 1946 | 1954 | 1962 | 1968 |
| ---- | ---- | ---- | ---- | ---- | ---- | ---- | ---- | ---- |
| 562  | 501  | 489  | 435  | 385  | 370  | 355  | 338  | 317  |

| 1975 | 1982 | 1990 | 1999 | 2006 | 2007 | 2012 | 2017 | 2022 |
| ---- | ---- | ---- | ---- | ---- | ---- | ---- | ---- | ---- |
| 265  | 206  | 246  | 271  | 250  | 246  | 229  | 211  | 209  |

### Enseignement
Par une organisation qui rappelle étrangement les temps lointains du Val d'Allarmont, le regroupement de la haute vallée de la Plaine qui compte six communes jusqu'à Raon-Lès-Leau a formé un regroupement pédagogique intercommunal ou RPI chargé de la vie scolaire. Une vingtaine d'élèves originaires d'Allarmont, assemblée pour regrouper une cinquantaine d'enfants en totalité, est ainsi scolarisée dans le cycle primaire. Allarmont accueille par ailleurs la petite enfance, avec trois classes de maternelles.

### Manifestations culturelles et festivités
Tous les âges de la vie ont leur association représentative, de l'animation enfantine au club des Anciens en passant par les parents d'élèves. Une bibliothèque animée par des bénévoles et appréciée du public de la vallée reprend le flambeau des modestes bibliothèques communales du XIXe siècle en grande partie dispersées ou détruites pendant les périodes d'occupation.
Il existe certes une grande différence avec les rauques chants vocaux des hommes abrités dans les loges des chantiers hivernaux de coupe de bois, les manifestations parfois mélodieuses des voituriers et autres schlitteurs, les cris saccadés ou prolongés des oualous dressé ou courant sur leurs trains de bois comme des tiouhihis joyeux d'autrefois et d'autres chants ou sifflets de communication entre montagne, échangés par les pâtres ou hardiers de troupeaux dans le paysage ouvert d'il y a plus de deux siècles, mais la chorale Chante Plaine regroupe encore autour de l'art de la musique et du chant vocal.

### Lieux de cultes
- La vaste paroisse catholique qui couvre la vallée de Celles à partir de Raon-L'Étape est la paroisse saint Luc. L'église dédiée à saint Léonard au centre du village en dépend[156].

### Santé
Professionnels et établissements de santé :
- Médecins à Celles-sur-Plaine, La Petite-Raon, Senones, Badonviller.
- Pharmacies à Celles-sur-Plaine, La Petite-Raon, Senones, Saint-Blaise-la-Roche, Schirmeck.
- Hôpitaux à Badonviller, Senones, Schirmeck.

## Économie
Le village a gardé des épisodes de reconstruction après les temps de guerre diverses entreprises en bâtiment, de taille artisanale pour le premier œuvre et surtout le second, adaptées au mouvances rapides de l'économie régionale et locale, ainsi plombier, électricien, chauffagiste et autres petites entreprises associées aux travaux en bâtiment.
Grâce à l'importance démographique du village pour cette haute vallée, quelques services de proximité parviennent à se maintenir : le regroupement boulangerie-épicerie-tabac-dépôt de carburant Marquaire, l'épicerie-point presse Sarrazin.
Caractéristique des mutations démographiques en zone rurale associées à la crise sanitaire de la Covid-19, la mairie a enregistré l'installation de plusieurs nouveaux foyers.

### Entreprises et commerces

#### Agriculture
- Sylviculture et autres activités forestières.

#### Tourisme
- Hébergements et restauration à Senones, Raon-l'Étape, Cirey-sur-Vezouze, La Voivre.

#### Commerces
- Commerces et services de proximité.

## Culture locale et patrimoine

### Lieux et monuments

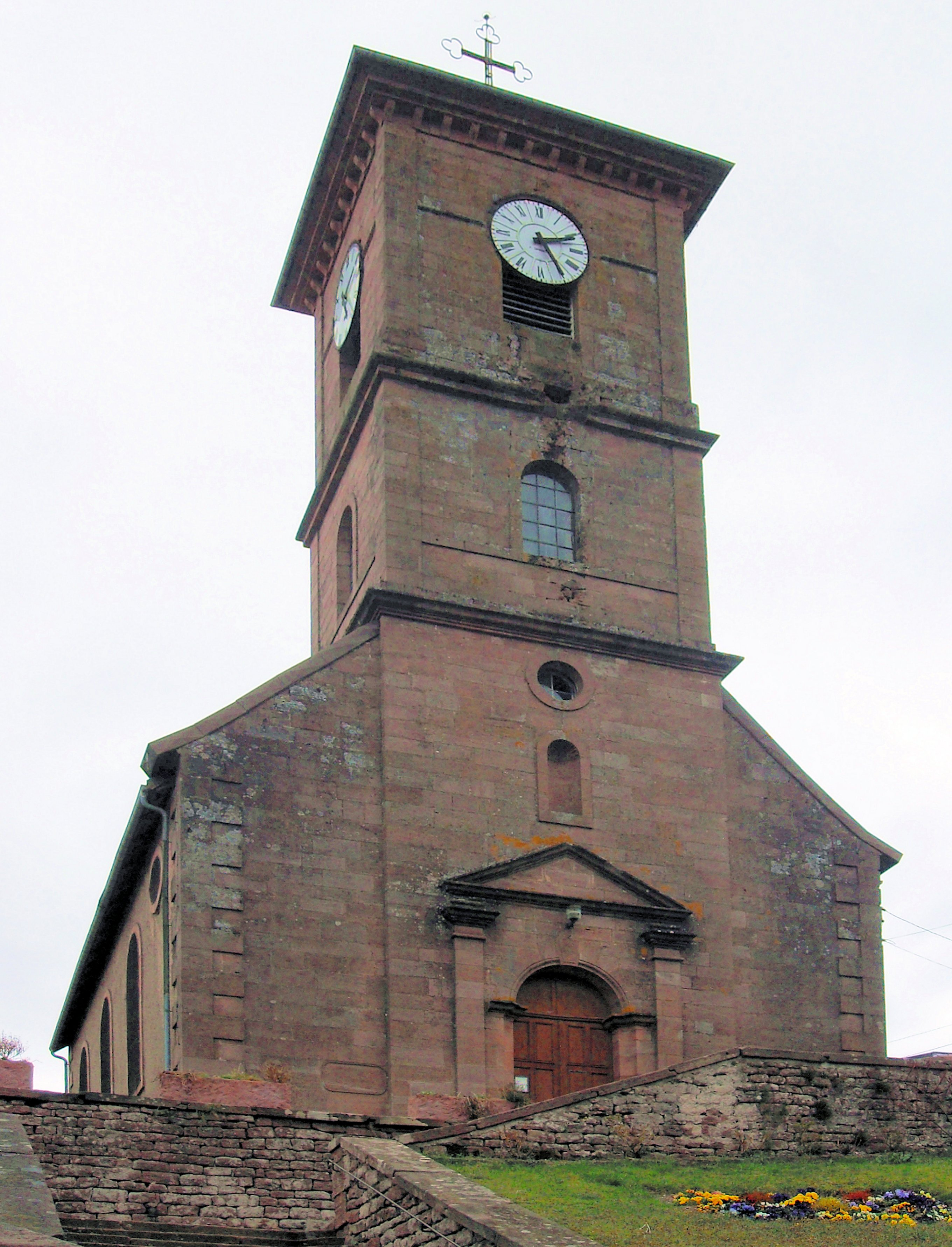
Face occidentale de l'église saint Léonard en 2015.
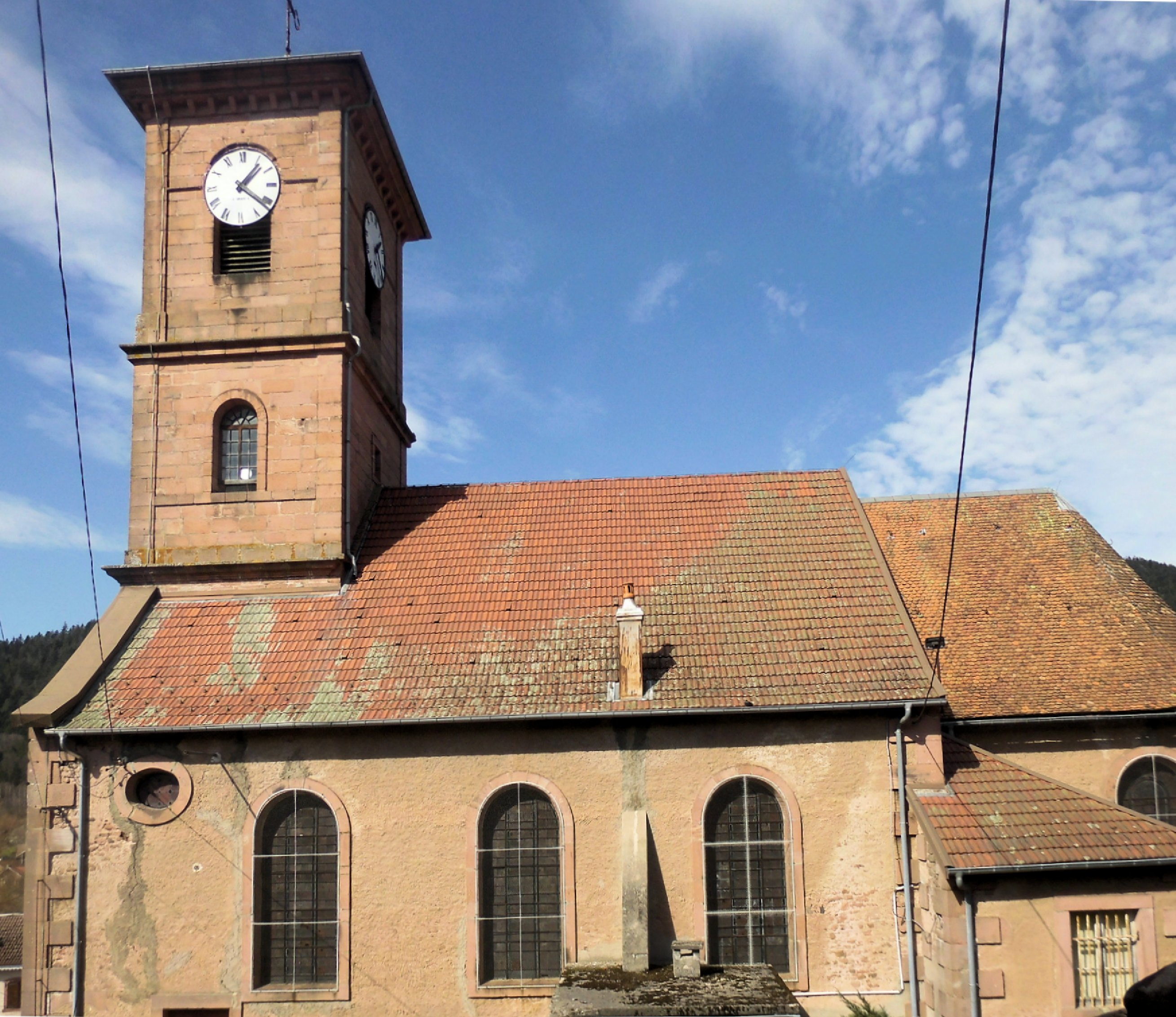
Face sud de l'église Saint-Léonard.
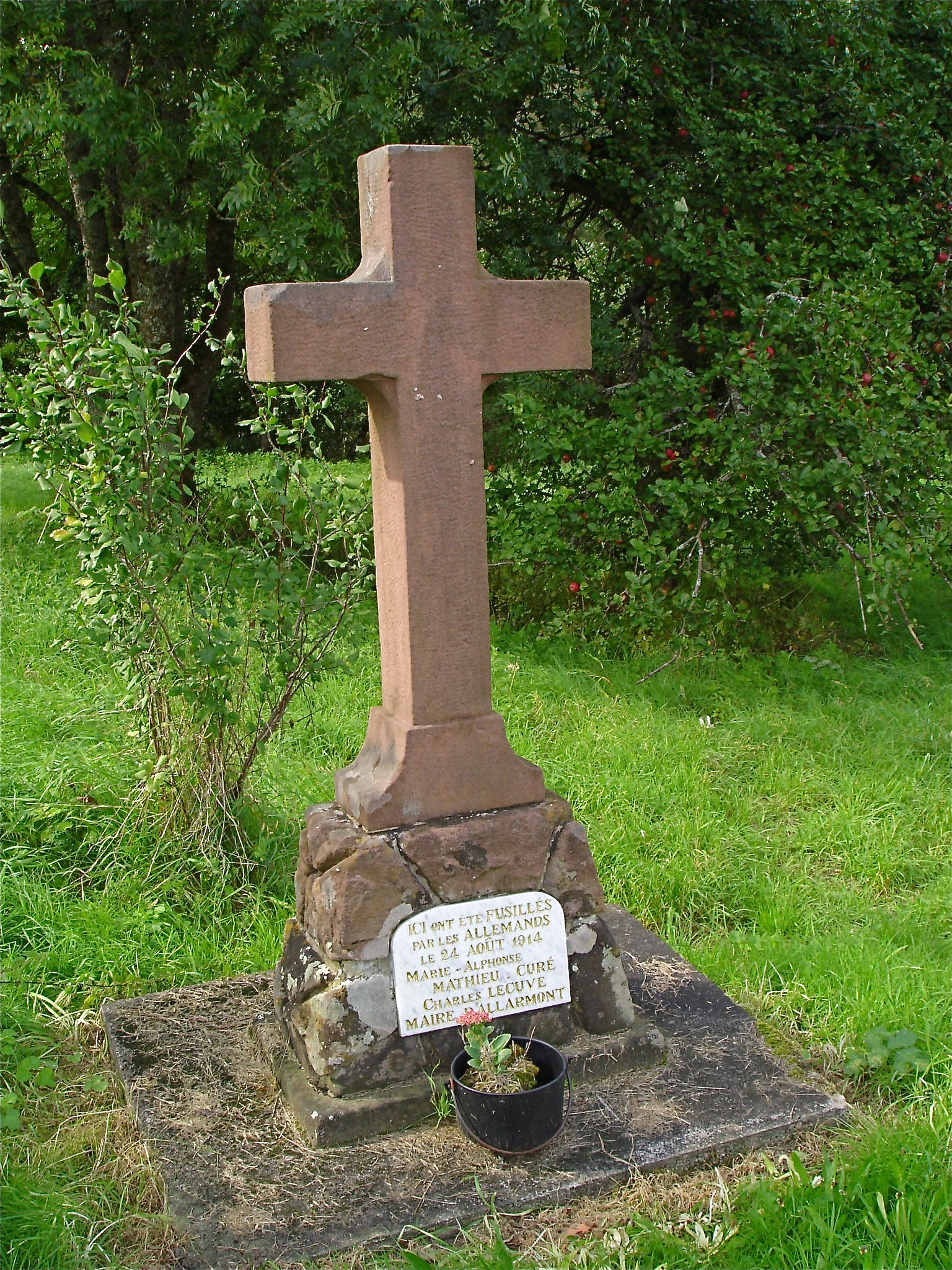
Croix stèle commémorative.

- L'église catholique, construite entre 1814 et 1828 date de l’achèvement du clocher, dédiée à saint Léonard, le patron de la paroisse d'autrefois[158].

Tableau figurant Saint Léonard, offert par Henri Valentin.
Au-delà du pont de Bionville, il y a l'église saint Hubert.
- Le monument aux morts près de l'église[161].
- Stèle, Croix commmémorative[162].
- La chapelle Sainte-Catherine[163],[164].
- Le patrimoine architectural rural recensé par le service de l'Inventaire général du patrimoine culturel (Fermes; Ensemble de 11 fontaines - abreuvoirs ; L'exploitation forestière dans les Hautes-Vosges,...)[165].

L'ancienne scierie hydraulique de Saint-Marc (détruite),,.
- De nombreux sites naturels ou aménagés, comme les roches sommitales à point de vue, les mégalithes et autres fontaines, la grotte ou la cascade décrits ci-dessus[169].

### Personnalités liées à Allarmont
- Alphonse Antoine (1890-1969), général de l'armée française, spécialiste des transmissions, résistant sous le pseudonyme de Dammartin.
- Jean-Alexis Antoine, négociant né à Raon-L'Étape le 15 octobre 1770, un des gendres de Dominique Marlier en tant qu'époux de Marie-Barbe Marlier (1775-1851), décédé le 11 octobre 1833 à Allarmont.
- Gérald Antoine (1915-2014), philologue et grammairien français, créateur puis recteur de l'académie d'Orléans-Tours, conseiller de plusieurs ministres de l’éducation dont Edgar Faure, maire d’Allarmont (1983-1989).
- Émile Coornaert (1886-1980), docteur ès lettres, directeur d'études d'histoire économique à l'École pratique des hautes études, titulaire d’une chaire d'histoire du travail au Collège de France et professeur à l'Université de Sao Paulo (Brésil). Entré dans la Résistance, il collabore en 1941 à La France continue.
- François Garnau(d), régent d'école en 1791, adjoint et officier public en 1793, homme politique républicain sous la Convention et le directoire, greffier-secrétaire auprès du maire de 1800 à 1812.
- Blaise Lalevée, premier maire du Val d'Allarmont en 1793, républicain, homme politique soucieux de hâter le rattachement à la France.
- Alphonse Lecuve (1851-1944), contre-amiral français ayant servi notamment à Madagascar, en Indochine et en Tunisie.
- Charles-Louis Lecuve (1857-1914), maire d'Allarmont, pris comme otage et fusillé le 24 août par l'armée badoise allemande.
- Alphonse-Marie Mathieu (1859-1914), curé d'Allarmont, fusillé le 24 août par l'armée badoise.
- Joseph Marchal, syndic de la communauté, maire d'Allarmont sous le Consulat de 1799 jusqu'à 1804 (démission républicaine à la proclamation de l'Empire).
- Marie-Madeleine Marchal, mère de deux prélats français, Joseph Marchal, archevêque de Bourges (1822-1892) et Auguste, évêque de Sinope (1824-1900).
- Dominique Marlier, marchand de bois, parmi les premiers négociants de l'ancienne principauté, maire de 1804 à 1807, décédé à 75 ans le 4 février 1814[170].
- Jacques Marx ou Jacob Marx, époux de Marie-Anne Marlier, négociant d'origine sarroise et industriel papetier après 1815, maire de 1808 à 1837[171].
- Jean-Baptiste Valentin, vétéran des guerres napoléoniennes décédé en 1870, instituteur à Allarmont de 1819 à 1838, surnommé "père Waterloo" par les enfants, fils d'un charron de Celles, père du dessinateur et illustrateur.
- Henri Valentin (1820-1855), dessinateur célèbre, peintre et illustrateur pour l’hebdomadaire L'Illustration dont il est le principal collaborateur artistique entre 1848 et son décès précoce.

### Héraldique
| Blason | Blasonnement : De gueules, à deux saumons adossés d'or, accompagnés de quatre croisettes du même, une en chef, une en pointe et une à chaque flanc. Commentaires : Les deux saumons sont les armes des princes de Salm. Les saumons et les croix sont d’or pour différencier la commune de Senones dont les saumons et les croix sont d’argent. |